# カシオ計算機
カシオ計算機株式会社（カシオけいさんき、英: CASIO COMPUTER CO., LTD.）は、電卓や電子辞書・電子楽器・時計などを扱う日本の電機メーカー。東京証券取引所プライム市場に上場しており、日経平均株価の構成銘柄の一つ。
製品やサービスなど正式なブランド名としてカシオ（CASIO）が使われており、また同法人を示す通称としても使われる。
「カシオ計算機」の社名が象徴するように、創業時は電気式計算機（リレー式計算機 14-Aなど）などを生産、後に電子式卓上計算機（電卓）を発売する。その後、電卓デバイスを基礎に事業分野を拡大し、現在の主な事業分野は電卓、電子文具、時計などの個人向け情報機器や、システム機器、電子デバイスなどの製造と販売。近年は電波時計や関数電卓などを主力商品として積極的に展開している。かつては携帯電話、デジタルカメラ、TFT液晶も手がけていたが現在は撤退している。
かつての本社は新宿の住友三角ビルにあったが、後に初台に自社ビルを建設した。
社是は「創造 貢献」で、これは「世の中になかったものを創造することによって社会に貢献する」という意味である。英語ではそのまま「Creativity and Contribution」と英訳されている。

## ブランドイメージ

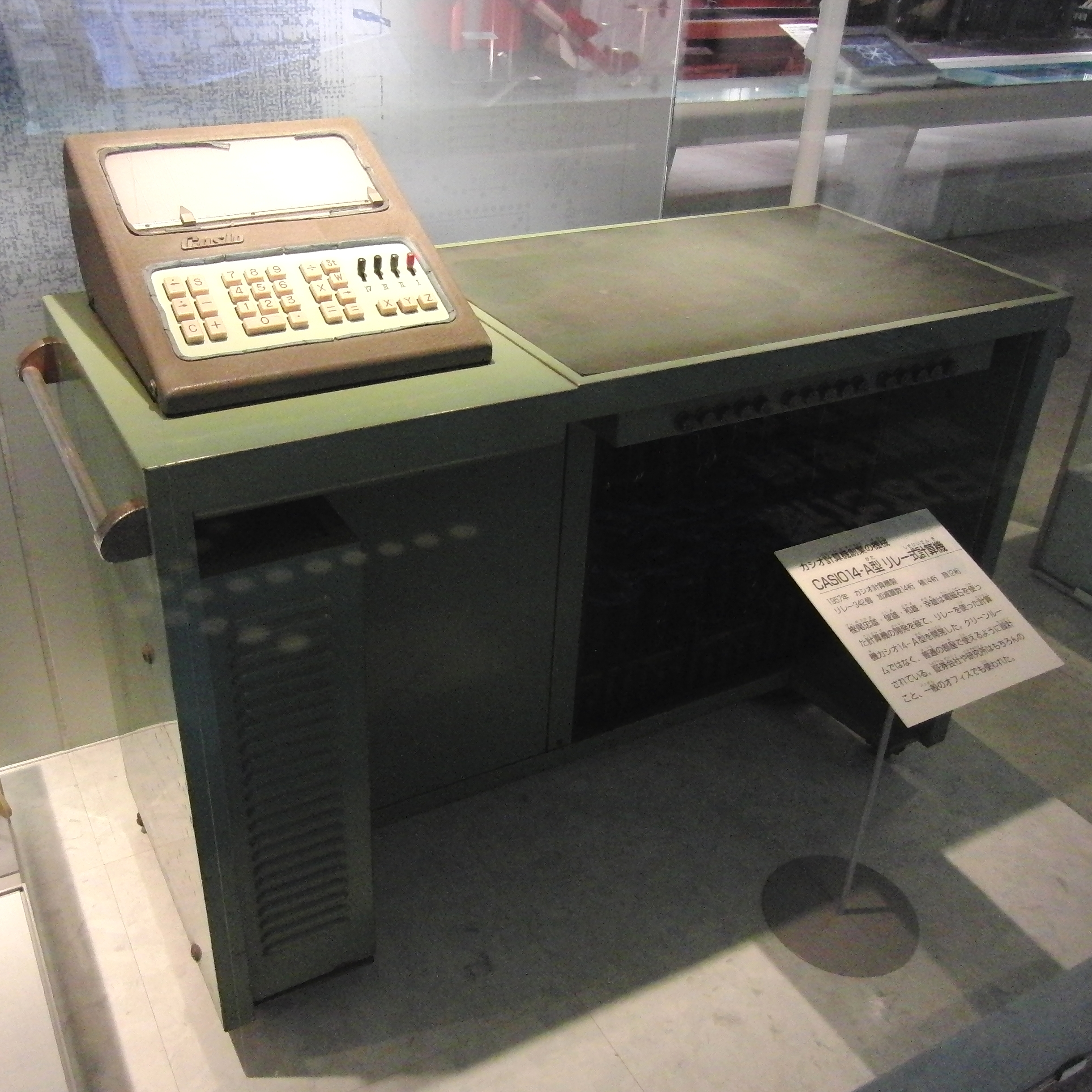
リレー式計算機 14-A（国立科学博物館の展示）

「計算機」の名の通り、電卓以前のリレー式計算機14-Aから電卓の時代を通って成長した企業・ブランドであり、電卓及びそれに類する電子製品のメーカーとして知られる。
特に大ヒットした電卓カシオミニにおいて顕著だったが、大胆な価格設定と割り切ったスペックでどこでも簡単に使える、といった新しい切り口の製品を発売し、時には新しい商品分野のブームの端緒となるようなヒット商品も作る。「糸井重里の萬流コピー塾」において題「ワープロ」への投稿で (松) の評価を取った「今買うな、カシオがきっと、何かやる」や、パソコン雑誌『PC-WAVE』の「目の付け所がカシオ」（シャープの宣伝コピー「目の付け所がシャープでしょ」のパロディ）といった言葉がある。

## ブランドロゴの由来
創業者の名字「樫尾」をヘボン式ローマ字で書けば「KASHIO」だが、これをあえて「CASIO」としたのは、創業当初から「世界で親しまれる企業になる」という目標があったため。このロゴであることから、日本以外では日本の企業と思っていない人も多い。特にイタリアの企業と間違われやすい。ちなみにイタリアの元子役サルヴァトーレ・カシオ（Salvatore Cascio 出演作：ニュー・シネマ・パラダイスなど）はカシオのCMに起用されたことがある。

## 役員

### 取締役
- 代表取締役

樫尾 和宏
増田 裕一
- 取締役

高野 晋
樫尾 哲雄
山岸 俊之
- 社外取締役

尾﨑 元規
数原 英一郎
廣田 康人
- 取締役 監査等委員（常勤

山口 昭彦
- 社外取締役 監査等委員

千葉 通子
阿部 博友

### 執行役員
- 社長

増田 裕一＜CEO＞
- 専務執行役員

樫尾 隆司＜コーポレートコミュニケーション本部長＞
- 常務執行役員

高野 晋＜CFO＞
樫尾 哲雄＜CS本部長＞
河合 哲哉＜開発本部長＞
小野 哲郎＜営業本部長＞
- 執行役員

山岸 俊之＜コーポレートガバナンス戦略担当＞
太田 伸司＜EdTech事業部長＞
篠田 豊可＜環境戦略・次世代環境構築担当＞
稻田 能之＜物流部長＞
田村 誠治＜IR・財務戦略担当＞
加藤 朋生＜カシオアメリカ 会長＞
鳴瀧 康正＜経営統轄部長＞
田中 徹＜カシオ中国董事長＞
山下 和之＜カシオヨーロッパGmbH 社長＞
藤井 茂樹＜システムBU事業部長＞
福士 卓＜生産本部長＞
高橋 央＜時計BU 事業部長＞
柳 和典＜開発本部 事業イノベーションセンター長＞
川合 義宣＜営業本部 国内営業統轄部長＞
小林 康裕＜CHRO＞

## 沿革

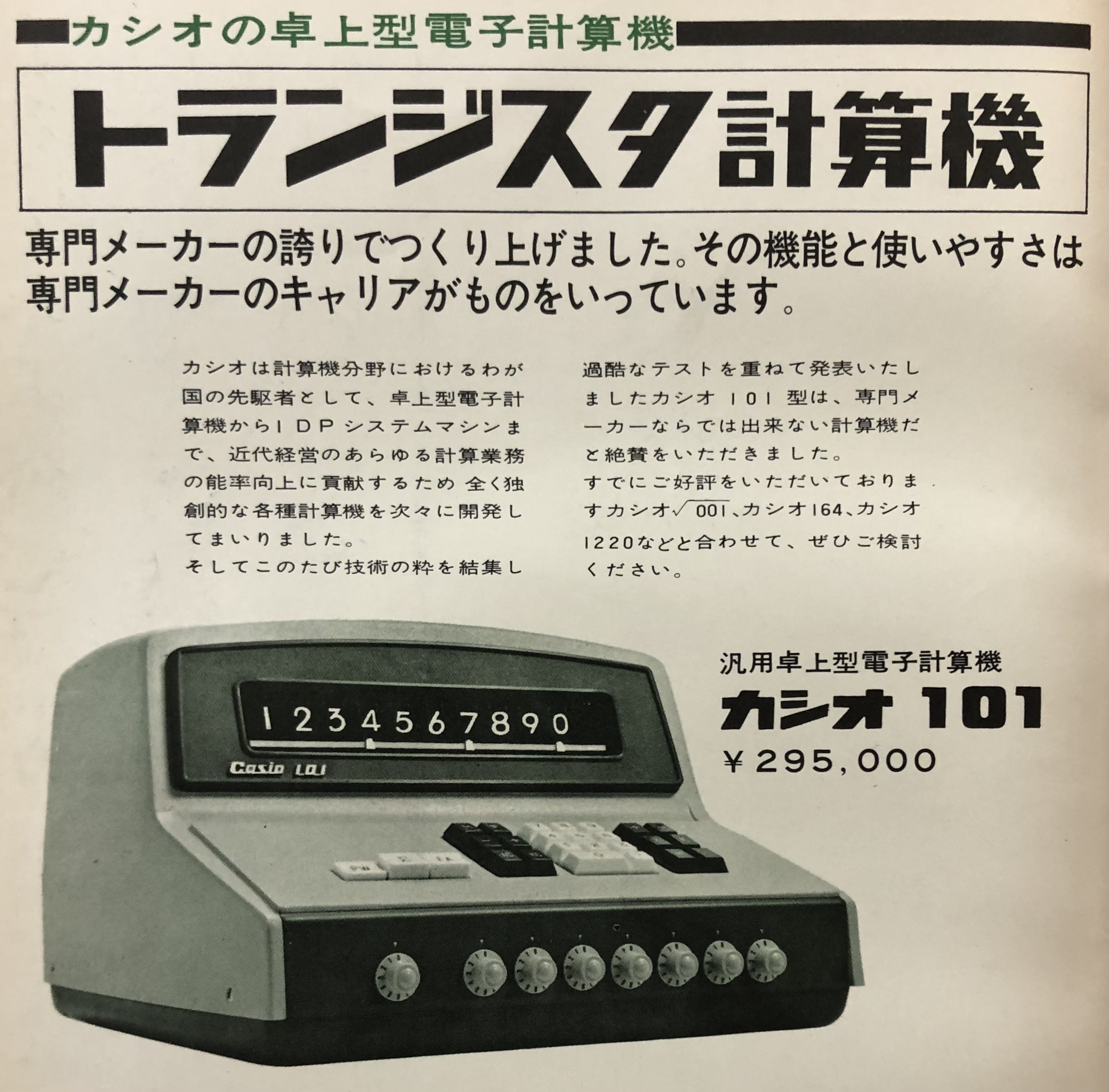
卓上型電子計算機の広告(1967年)

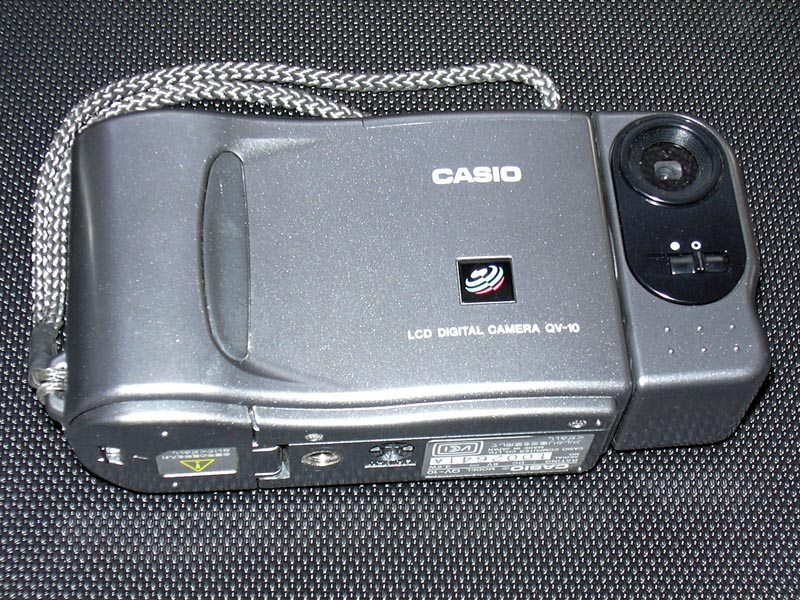
世界初の液晶モニタ搭載デジタルカメラ
QV-10

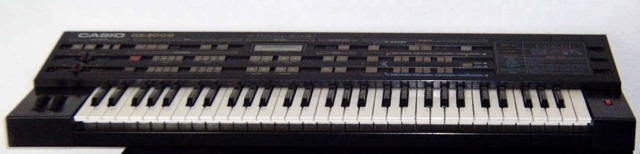
電子楽器CZ-3000

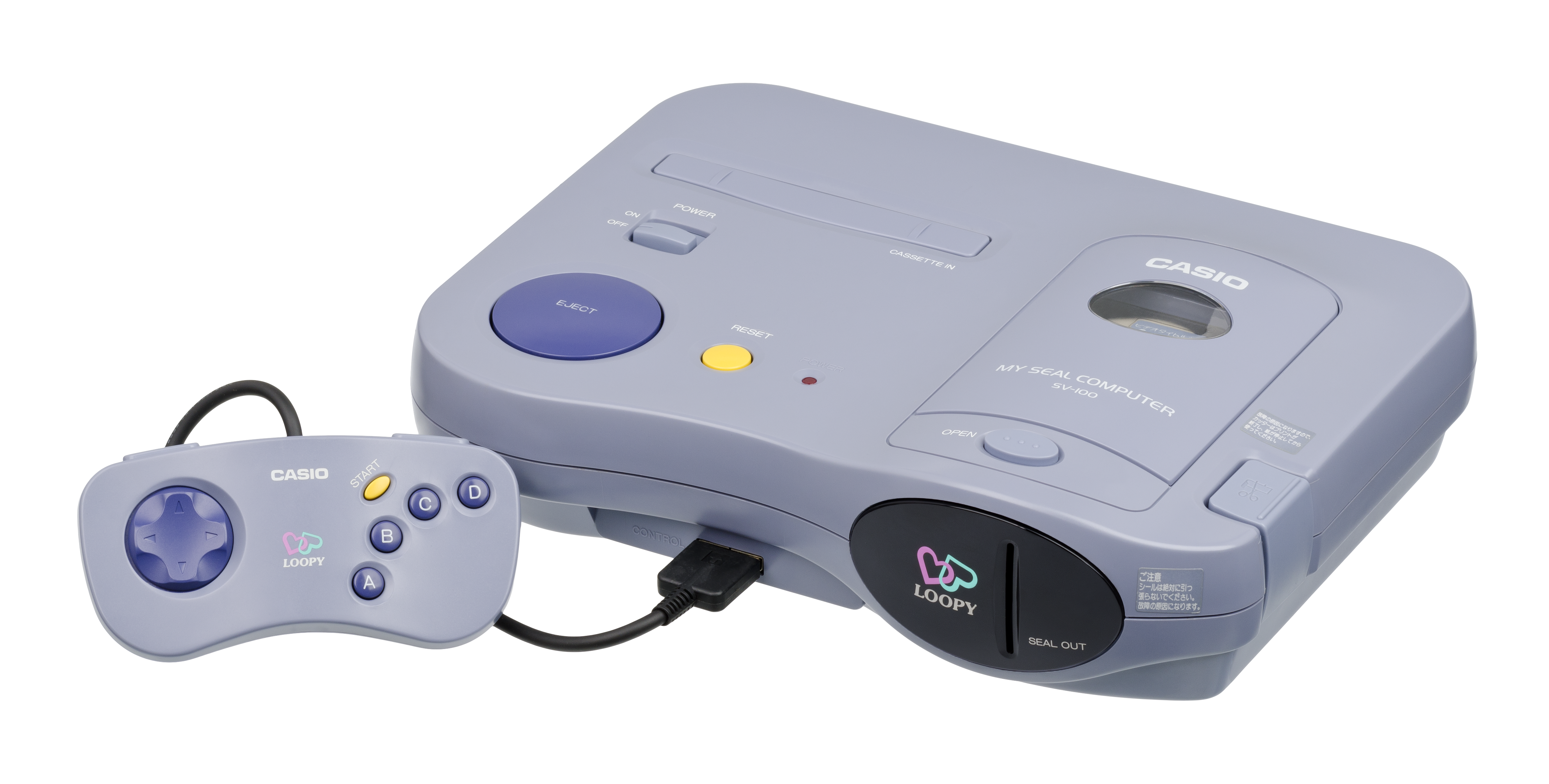
32ビットゲーム機ルーピー

- 1946年(昭和21年)04月 - 樫尾忠雄が東京都三鷹市(当時は北多摩郡三鷹町)に樫尾製作所を設立。
- 1954年(昭和29年)12月 - 機械式計算機が主流だった時期に歯車などの機械的機構を用いず、演算素子に継電器(リレー)を使った小型純電気式計算機の試作機を完成。
- 1957年(昭和32年)06月 - 商用機「14-A」を世界で初めて開発した[7][8]。開発に携わった忠雄・俊雄・和雄・幸雄の樫尾四兄弟によってカシオ計算機株式会社が設立される[9]。初代社長は四兄弟の父親である茂が就任する。
- 1965年(昭和40年)09月 - 電子式卓上計算機「001」発売。
- 1972年(昭和47年)08月 - 世界初のパーソナル電卓「カシオミニ」を12,800円で発売し、後継シリーズも合わせて累計1000万台以上の爆発的ヒットを記録。
- 1974年(昭和49年)11月 - 世界で初めてのフルオートカレンダー(大の月・小の月・閏年の調整が不要)機能を搭載したデジタルウオッチ「カシオトロン」発売。
- 1978年(昭和53年)01月 - 初の名刺サイズ電卓「カシオミニカード」(LC-78;厚さ3.9mm)発売。
- 1979年(昭和54年)07月 - 東京都西多摩郡羽村町(現羽村市)に羽村技術センター完成。
- 1980年(昭和55年)01月 - 電子楽器「カシオトーン」発売。
- 1981年(昭和56年)11月 - 第一回カシオワールドオープンゴルフトーナメント開催(指宿)。
- 1982年(昭和57年)11月 - 8bitパーソナルコンピュータ「FP-1100」と廉価版「FP-1000」を発売。
- 1983年(昭和58年)04月 - 落としても壊れない腕時計「G-SHOCK」(ジーショック)1号機「DW-5000C」発売。
- 1983年(昭和58年)06月 - 世界最小のポケット型液晶テレビ「TV-10」発売。
- 1983年(昭和58年)10月 - カシオ初のゲーム機「PV-1000」、「PV-2000」発売。
- 1983年(昭和58年)11月 - クレジットカードサイズの電卓「フィルムカード」(SL-800)発売。
- 1984年(昭和59年)10月 - 最小限のスペックで低価格を実現したMSX「PV-7」発売。
- 1985年(昭和60年)03月 - 超薄型デジタルウオッチ「ペラ」(FS-10)発売、業界初のミリオンセラーとなる。
- 1991年(平成03年)11月 - ラベル印刷機「ネームランド」(KL-1000)発売。
- 1995年(平成07年)03月 - 世界初の液晶モニターつきデジタルカメラ「QV-10」発売。
- 1995年(平成07年)10月 - 32ビットRISCCPU搭載のゲームマシン「ルーピー」発売。
- 1997年(平成09年)07月 - ハンドヘルドコンピュータ「CASSIOPEIA(カシオペア)」を発売。
- 1998年(平成10年)01月 - 渋谷区初台に建設された自社ビルに本社移転。
- 1998年(平成10年)11月 - Windowsパソコン「CASSIOPEIA FIVA」を発売。
- 2000年(平成12年)02月 - 携帯電話「G'zOne」C303CAをKDDI、沖縄セルラー電話を通じ発売。携帯電話事業に新規参入する。
- 2003年(平成15年)02月 - 世界初の総2階建てジェット旅客機エアバスA380の開発に携わる日本企業として参加を決定。
- 2003年(平成15年)11月 - データプロジェクター市場に参入。
- 2004年(平成16年)04月 - 日立製作所と携帯電話事業の合弁会社カシオ日立モバイルコミュニケーションズを設立。
- 2005年(平成17年)11月 - 高知県・Kochi黒潮カントリークラブで「カシオワールドオープンゴルフトーナメント」開催。
- 2006年(平成18年)06月 - 世界最薄のプロジェクター「XJ-S30/35」を発売。
- 2006年(平成18年)02月 - 同社初のSD-AudioおよびLISMO対応携帯電話「W41CA」をKDDI、沖縄セルラー電話を通じ発売。同社の大ベストセラーモデルとなった。
- 2007年(平成19年)02月 - 同社初のワンセグ対応携帯電話「W51CA」をKDDI、沖縄セルラー電話を通じ発売。
- 2008年(平成20年)03月 - ハイスピード・カメラ「EXILIM PRO EX-F1」発売。一秒間に60コマの世界最速連写、一秒間に1200コマのハイスピードムービー撮影を実現
- 2008年(平成20年)09月 - 高精度計算サイト『keisan』を公表。
- 2008年(平成20年)10月 - ソフトバンクモバイル向け携帯電話端末830CAを発表。
- 2009年(平成21年)08月 - 「カシオヒューマンシステムズ(株)」を設立。
- 2010年(平成22年)06月 - カシオ日立モバイルコミュニケーションズと日本電気(NEC)の携帯電話事業を統合。NECカシオ モバイルコミュニケーションズ(現・日本電気)設立[10]。
- 2012年(平成24年)04月 - シンセサイザー「XW-G1」「XW-P1」発売、シンセサイザー事業に再参入。
- 2013年(平成25年)12月 - NECカシオモバイルコミュニケーションズの全保有株式をNECに売却し、携帯電話事業から完全撤退[11]。
- 2015年(平成27年)09月 - ベヒシュタインとコラボレーションした同社初のハイブリッド電子ピアノ「CELVIANO Grand Hybrid」発表。
- 2016年(平成28年)01月 - 同社初のAndroid Wear端末、「Smart Outdoor Watch WSD-F10」発表。スマートウォッチ事業に参入。
- 2018年(平成30年)05月 - コンパクトデジタルカメラの生産を完全終了。デジタルカメラ事業から撤退[12]。
- 2018年(平成30年)12月 - 皮膚疾患の臨床診断に特化した「ダーモカメラ」を、山形カシオ(山形県東根市)で製造を厚生労働省から認可され、2019年春から医療用カメラ事業に参入[13]。
- 2024年(令和06年)10月 - 時計事業50周年を記念した各種時計製品を発表。12月にリングウオッチ(指時計)「CRW-001-1JR」を発売[14]。
- 2025年(令和07年)
  - 2月 - 同年からJリーグ・J3リーグに加盟した高知ユナイテッドSCとスポンサー契約を締結、ユニフォーム左袖にCASIOロゴが入る[15]。
  - 2月14日、電子辞書の新規開発を中止し生産・営業体制も縮小することを発表[16]。

## 主なブランド
- EXILIM

デジタルカメラのブランド。カメラ機能を強化した携帯電話は「EXILIMケータイ」として販売。2018年5月に市場の縮小によりコンパクトデジタルカメラ事業からの撤退を発表した。
- G'zOne

耐水・耐衝撃性能に優れた携帯電話・スマートフォンブランド。
- SPEEDIA

カラーページプリンターのブランド。
- EX-word

電子辞書のブランド。
- Privia／CELVIANO

電子ピアノのブランド。
- ネームランド

ラベルプリンターのブランド。
- CASSIOPEIA

プロジェクタのブランド。かつてはPDA・ペンコンピュータ・モバイルパソコンのブランド。
- wave ceptor

電波時計のブランド。同ブランドの製品には普及品としての腕時計、置き時計、壁掛け時計がある。
- IMAGING SQUARE

画像共有サイトのブランド。サービスは終了している。
- Paper Writer

業務用Android搭載タブレット端末。
その他、小型のアナログ液晶テレビを手がけたこともあった。

### 腕時計
- G-SHOCK

耐衝撃性能に主眼を置いている。複数のサブブランドがあり、最上級のMR-Gシリーズ、高機能、高性能を追求した専門性の高いMASTER OF Gシリーズ等がある。女性向けのサブブランドBaby-Gもある。
- PRO TREK

温度・気圧・方位計測センサーを搭載したアウトドア向け製品。
- OCEANUS

最上級ブランド。ドレスウォッチやダイビングウォッチがある。全製品を山形カシオの高級製品専用の「プレミアムプロダクションライン」で製造。サブブランドがいくつかあり、薄さを追求したMantaシリーズ、ダイビングウォッチのCACHALOTシリーズ等がある。
- EDIFICE

ステンレスのフルメタルケースと無機ガラス風防が採用されたモデル。女性向けブランドにSHEENがある。
- wave ceptor

電波腕時計のブランド。
- DATA BANK

テレメモ機能（電話番号登録）、電卓機能などが付いた腕時計のブランド。
- スタンダード

「時計の基本性能とデザイン性を追求したカシオのスタンダードウオッチ」という説明のブランド。その中でもF91Wを始めとした1000円から3000円程度で販売されるモデルは俗に『チープカシオ』と呼ばれる。
- Smart Outdoor Watch

Wear OS by Google搭載スマートウォッチブランド。WSD-F20はPRO TREKブランドにも属する。

## ギャラリー

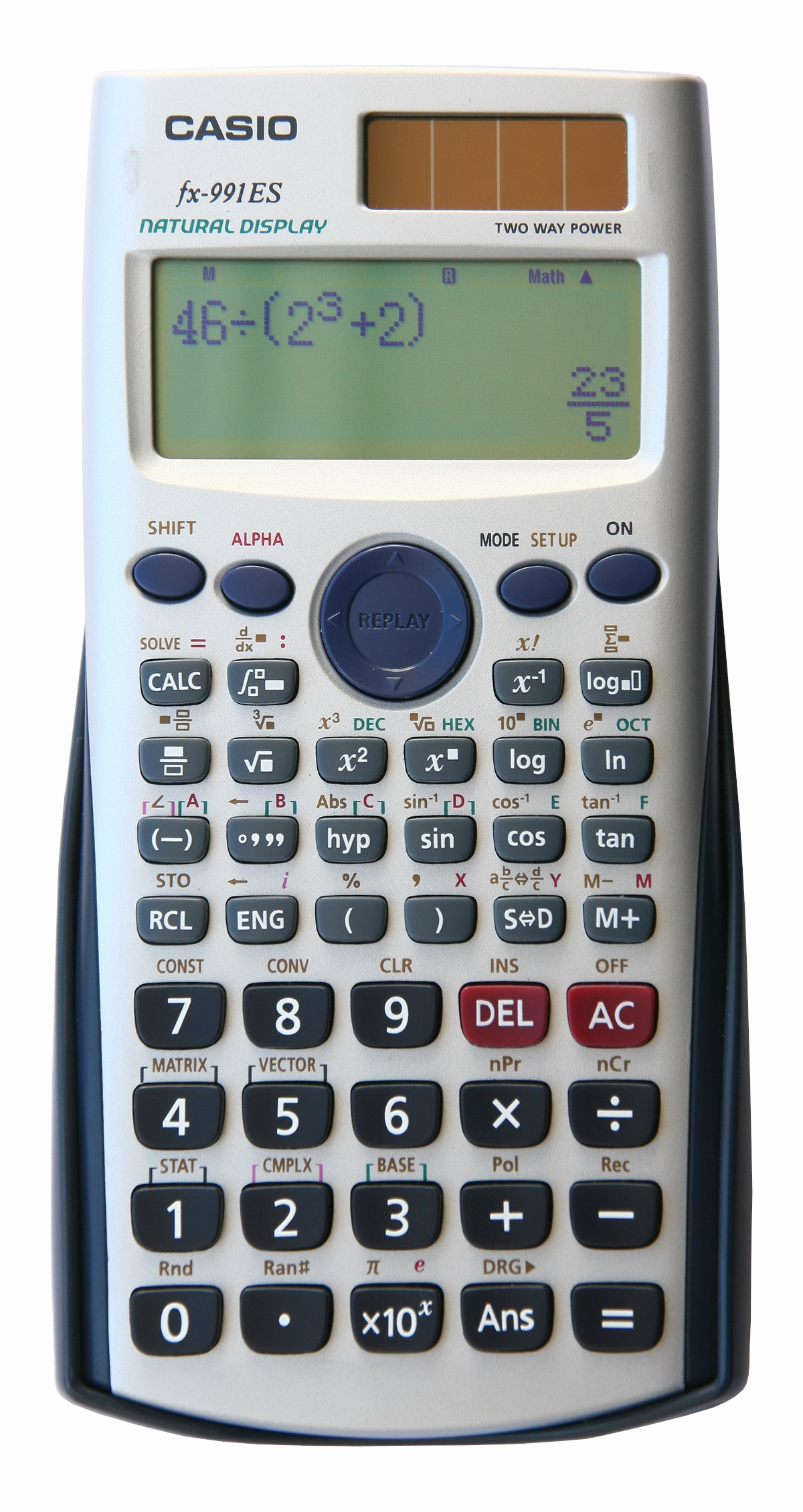
関数電卓 FX-991ES
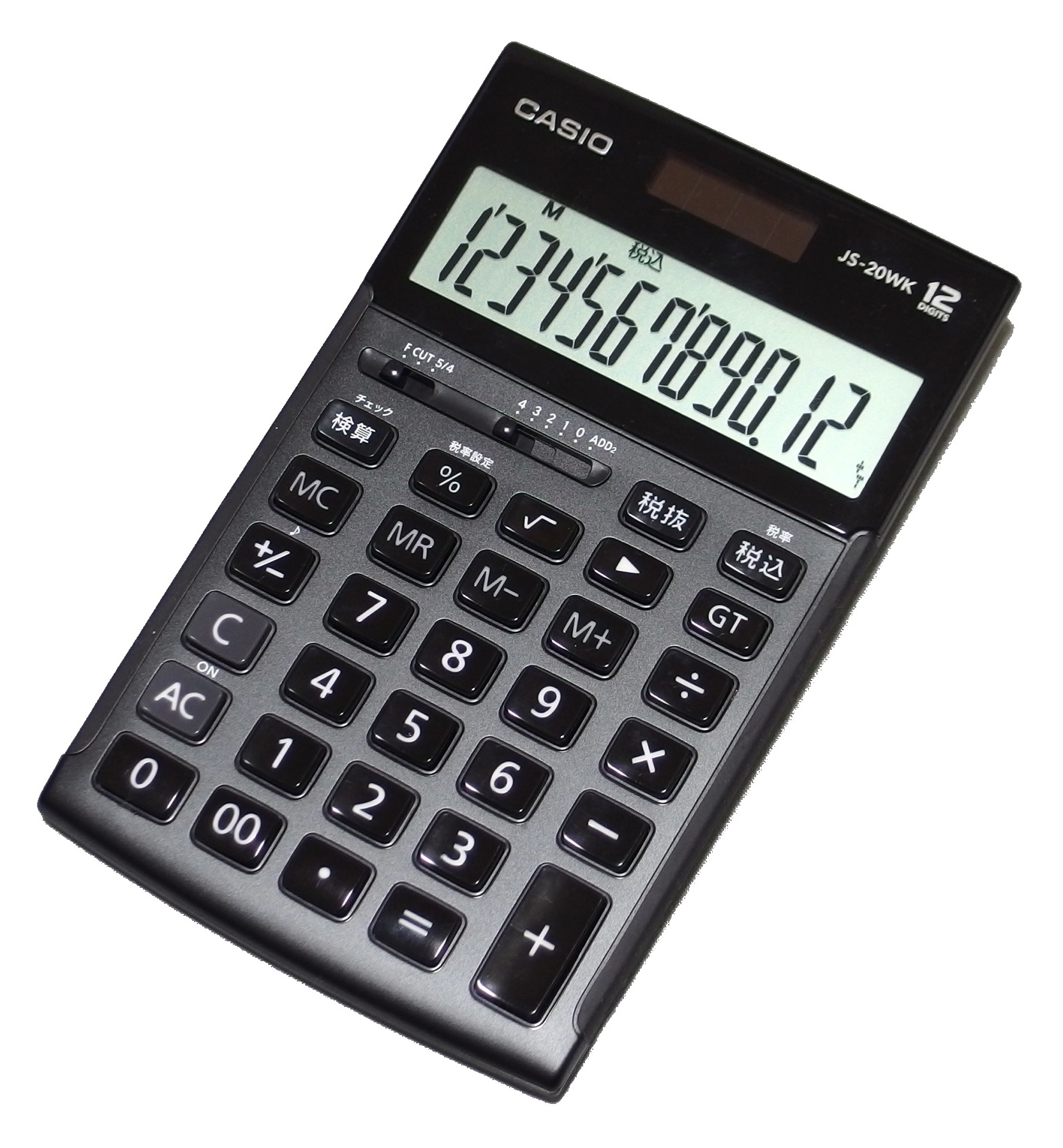
電卓 JS-20WK
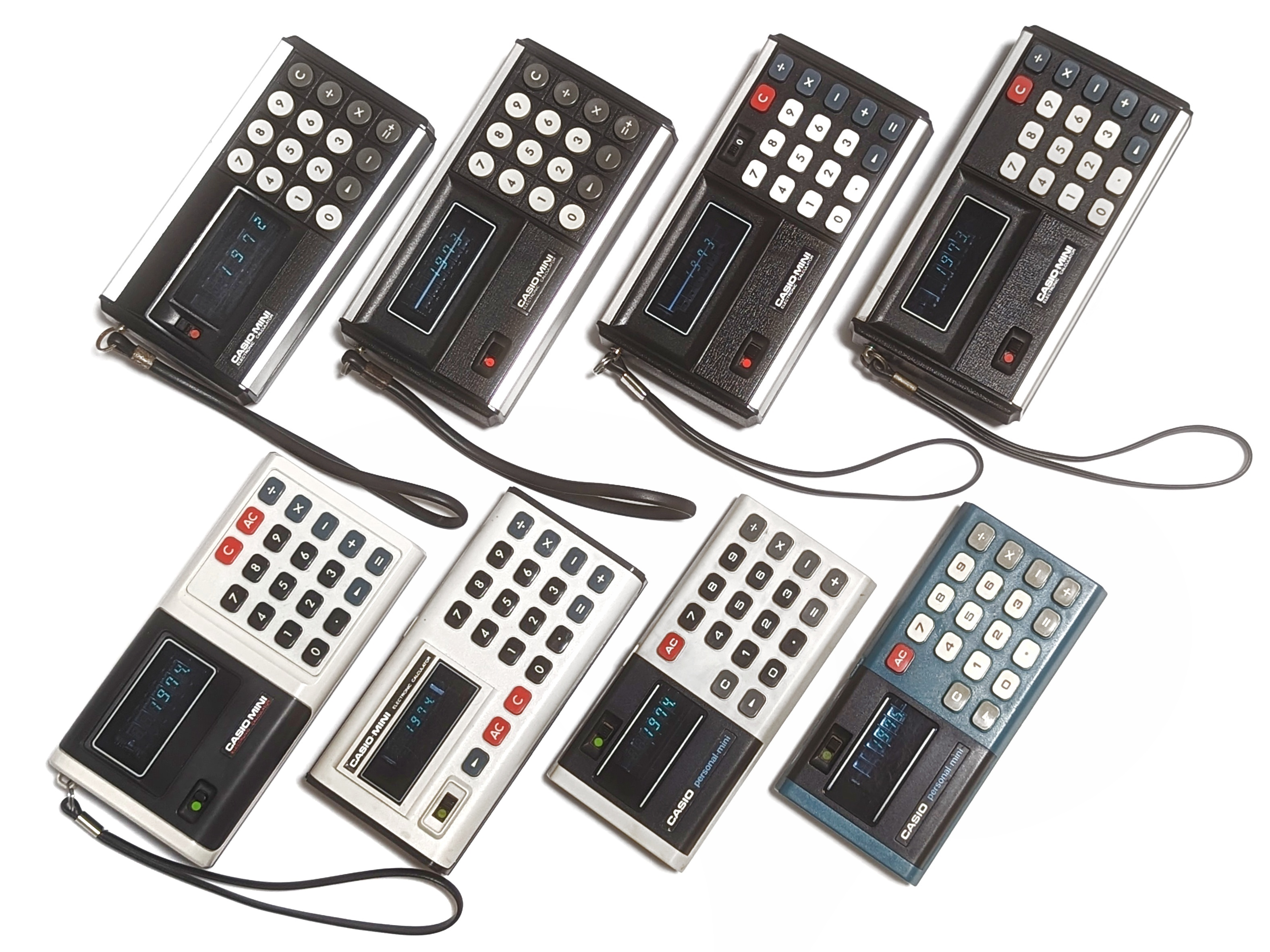
電卓 カシオミニシリーズ
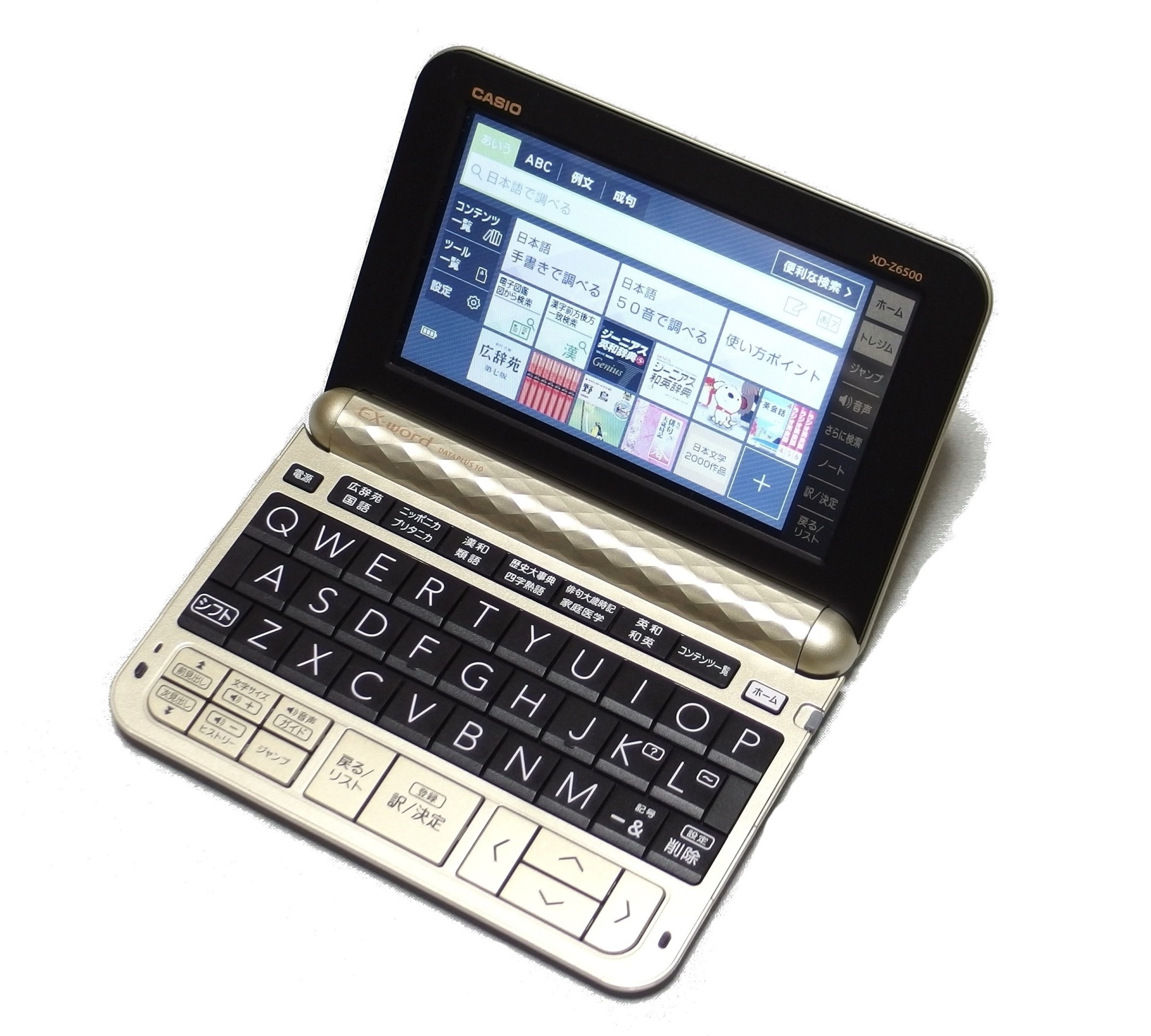
電子辞書 EX-word XD-Z6500
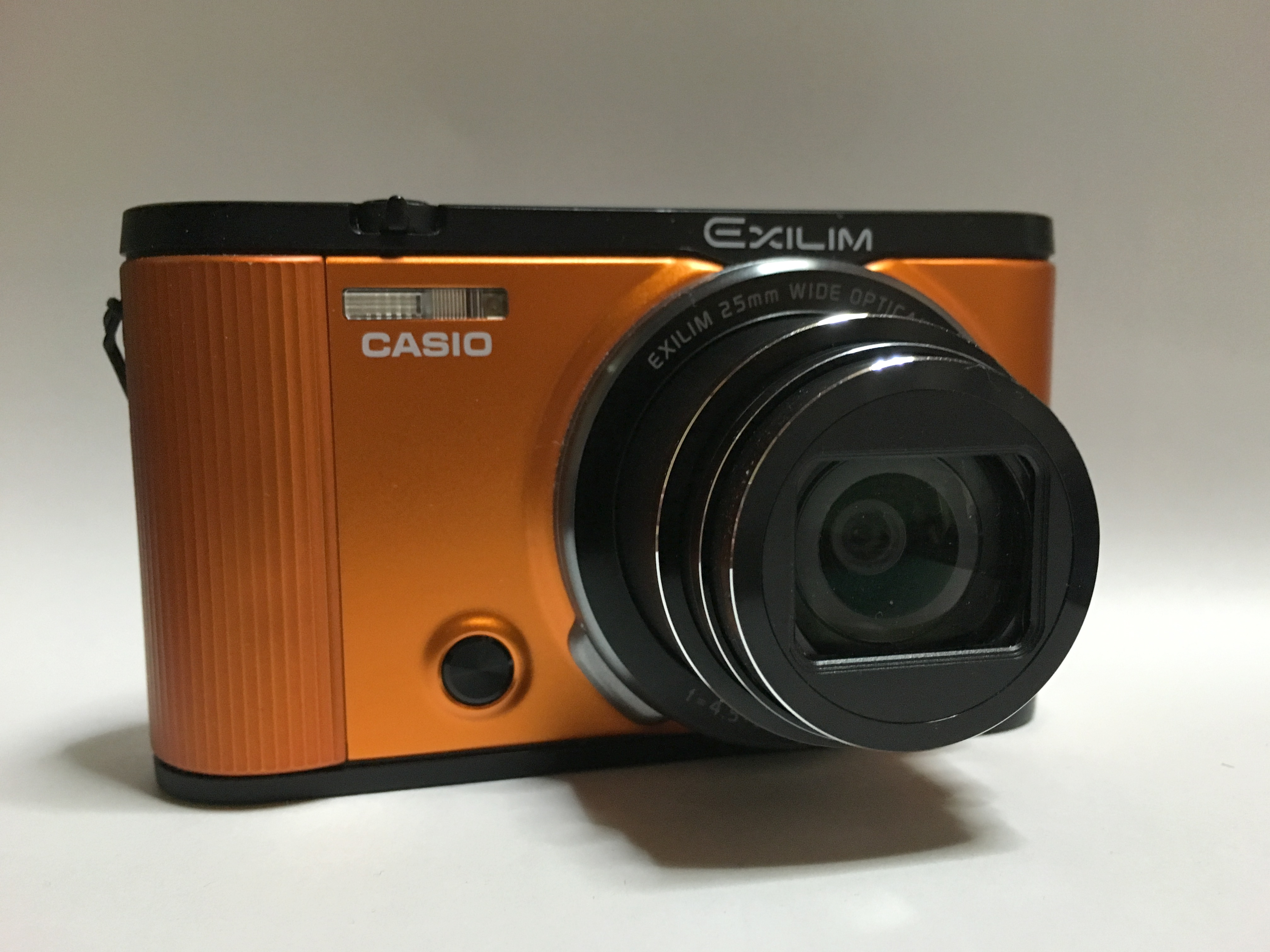
デジタルカメラ エクシリムEX-ZR1600
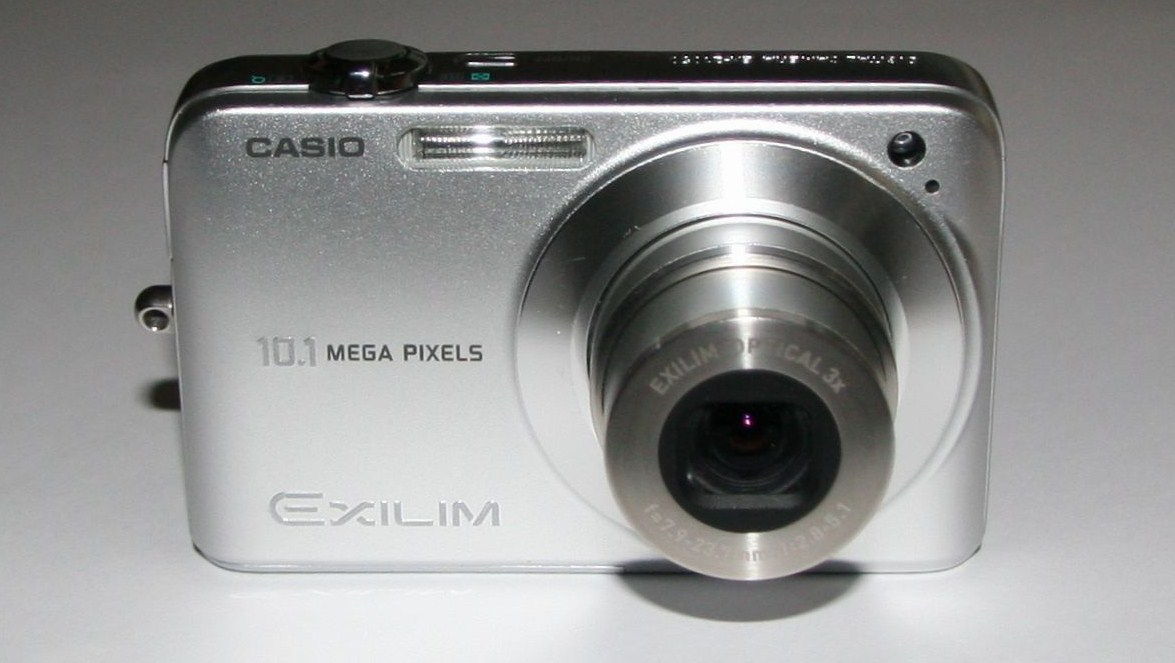
デジタルカメラ エクシリムHi-ZOOM EX-H15
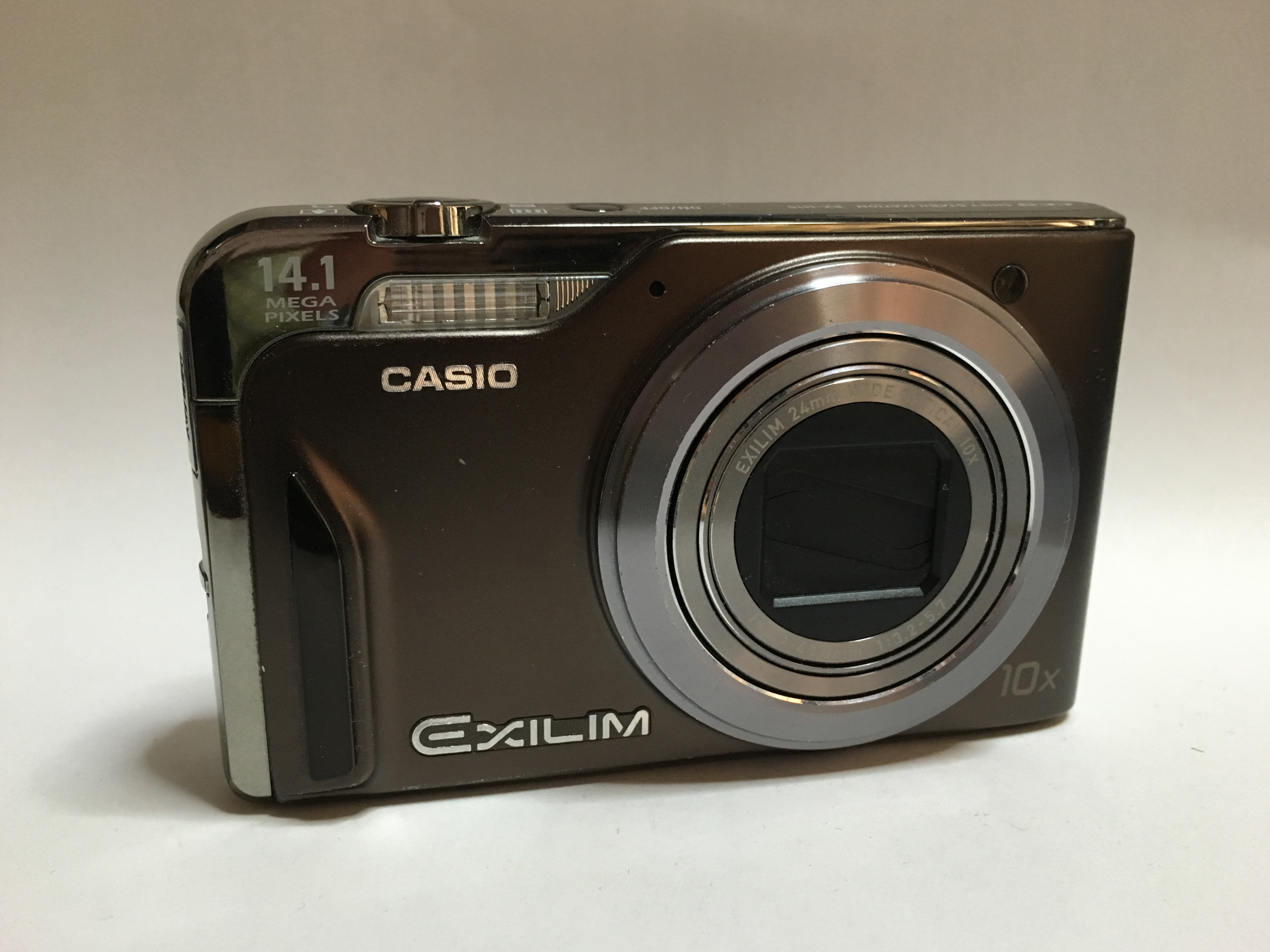
デジタルカメラ エクシリムEX-Z1050
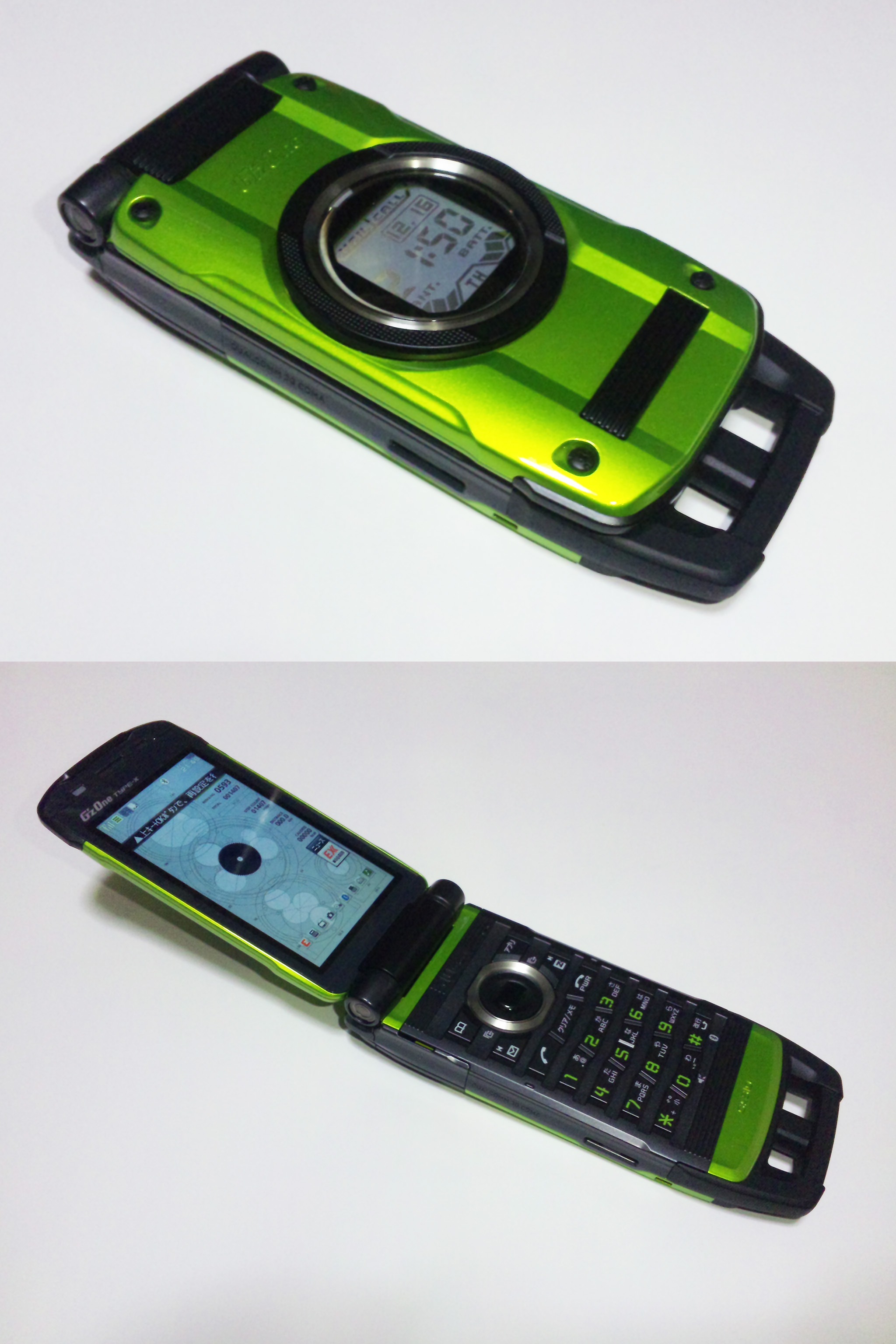
携帯電話 KDDI auG'zOne TYPE-X
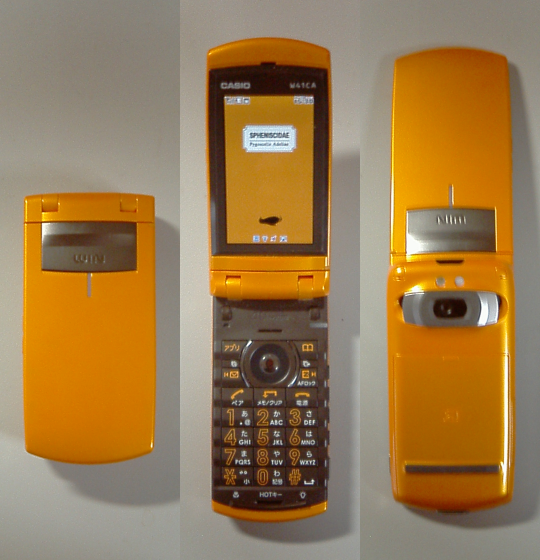
携帯電話 KDDI auW41CA
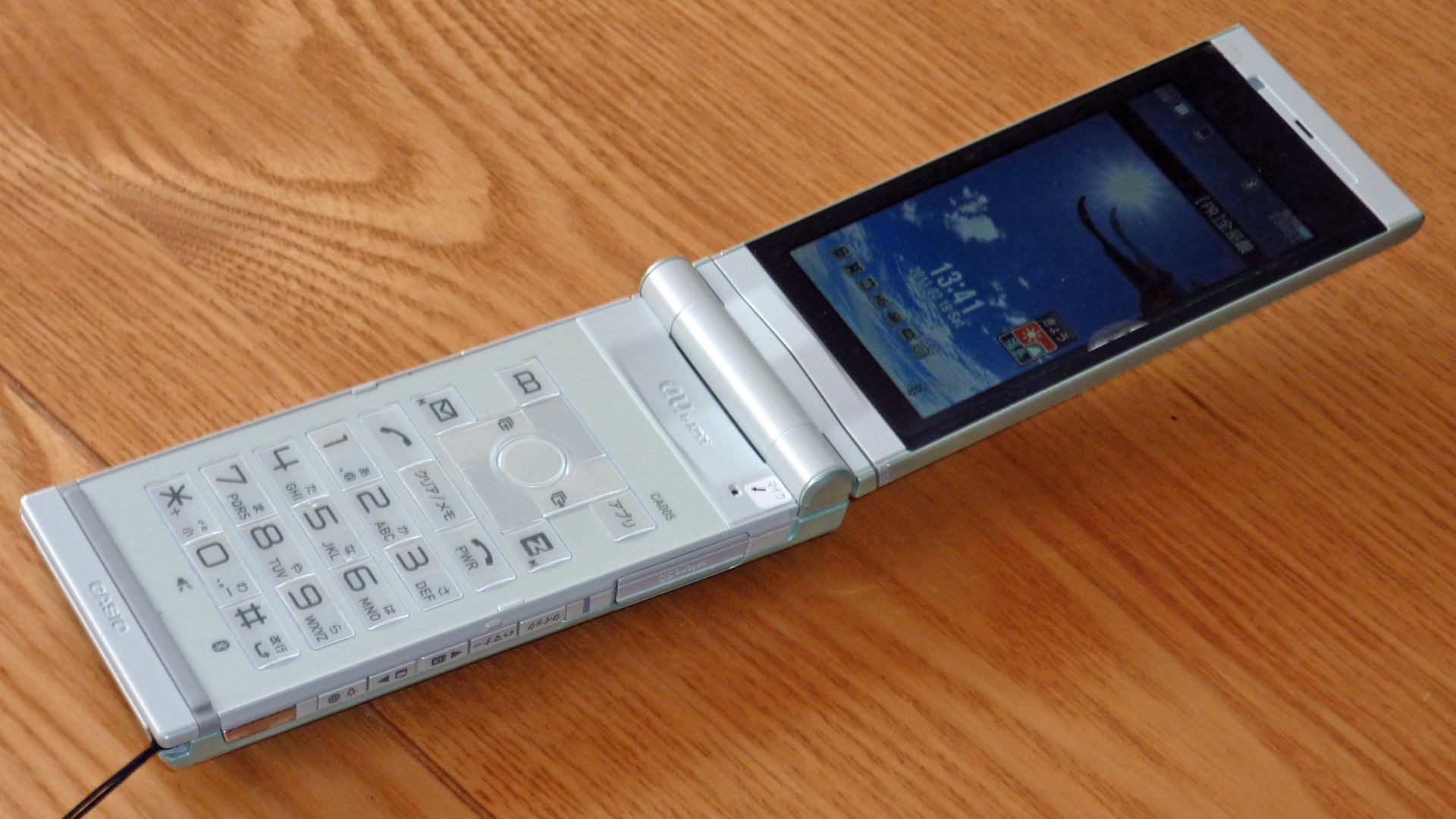
携帯電話 KDDI auCA005
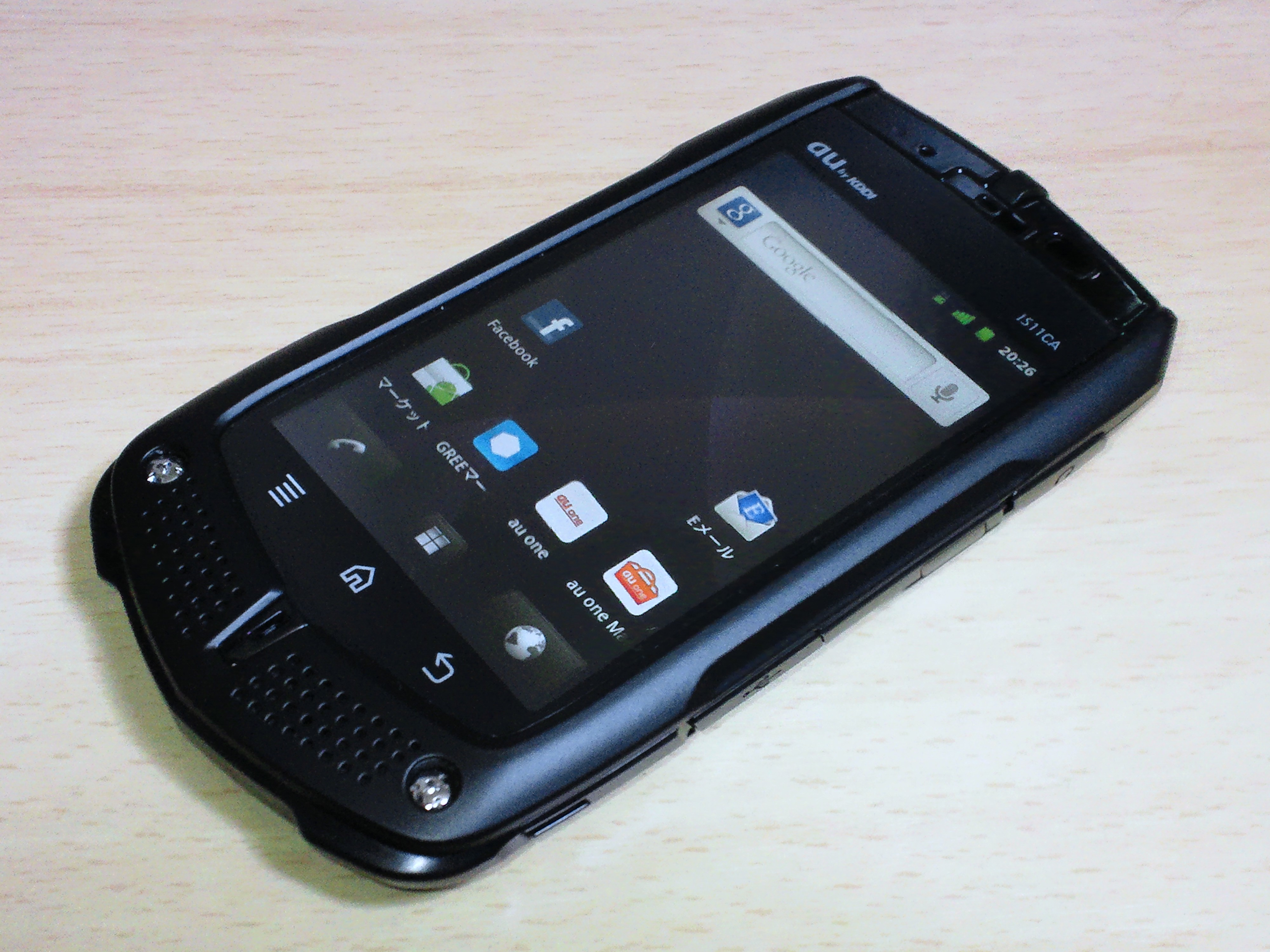
携帯電話 KDDI auG'zOne IS11CA
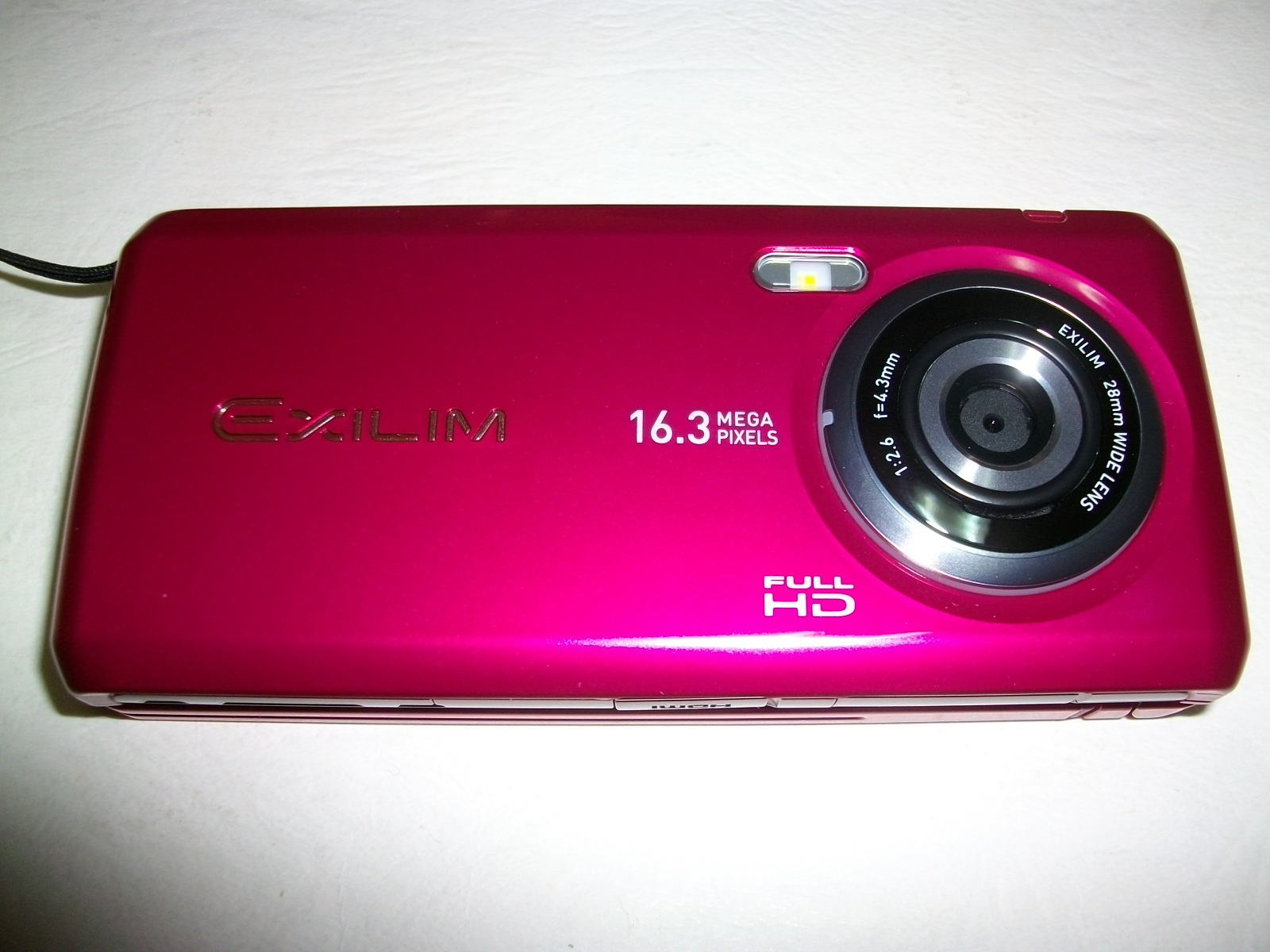
携帯電話 docomo CA-01C
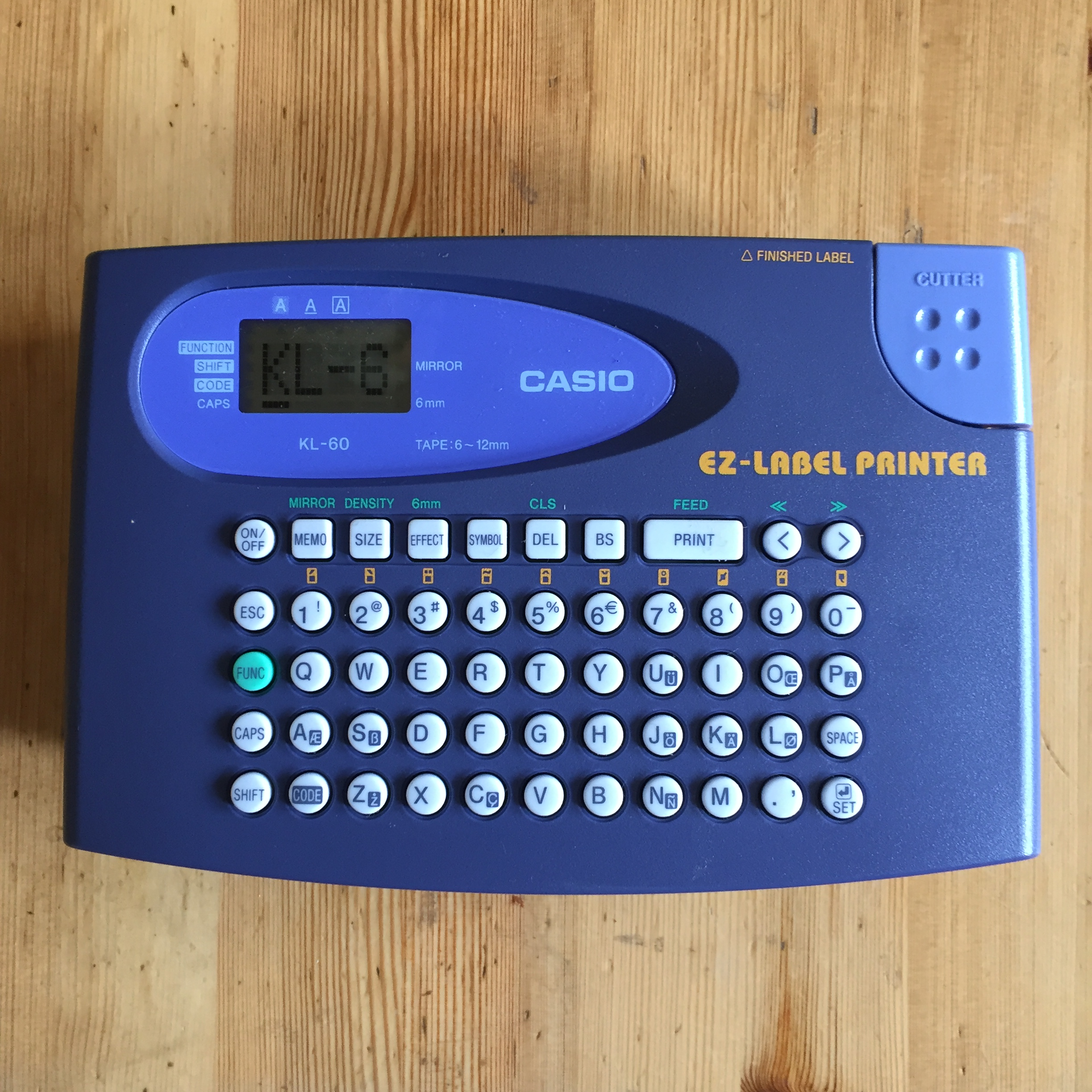
ラベル印刷機
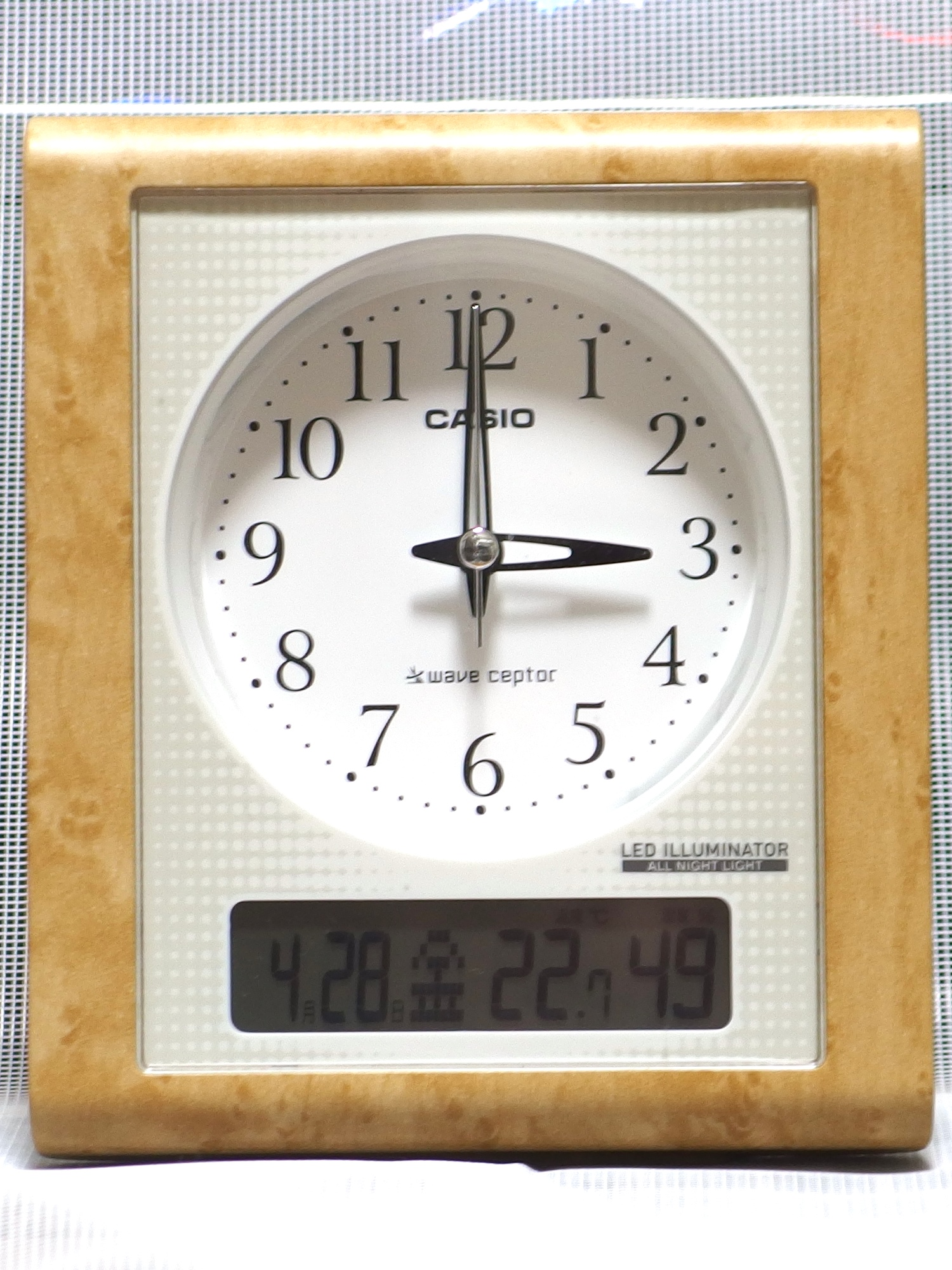
電波置時計 wave ceptor
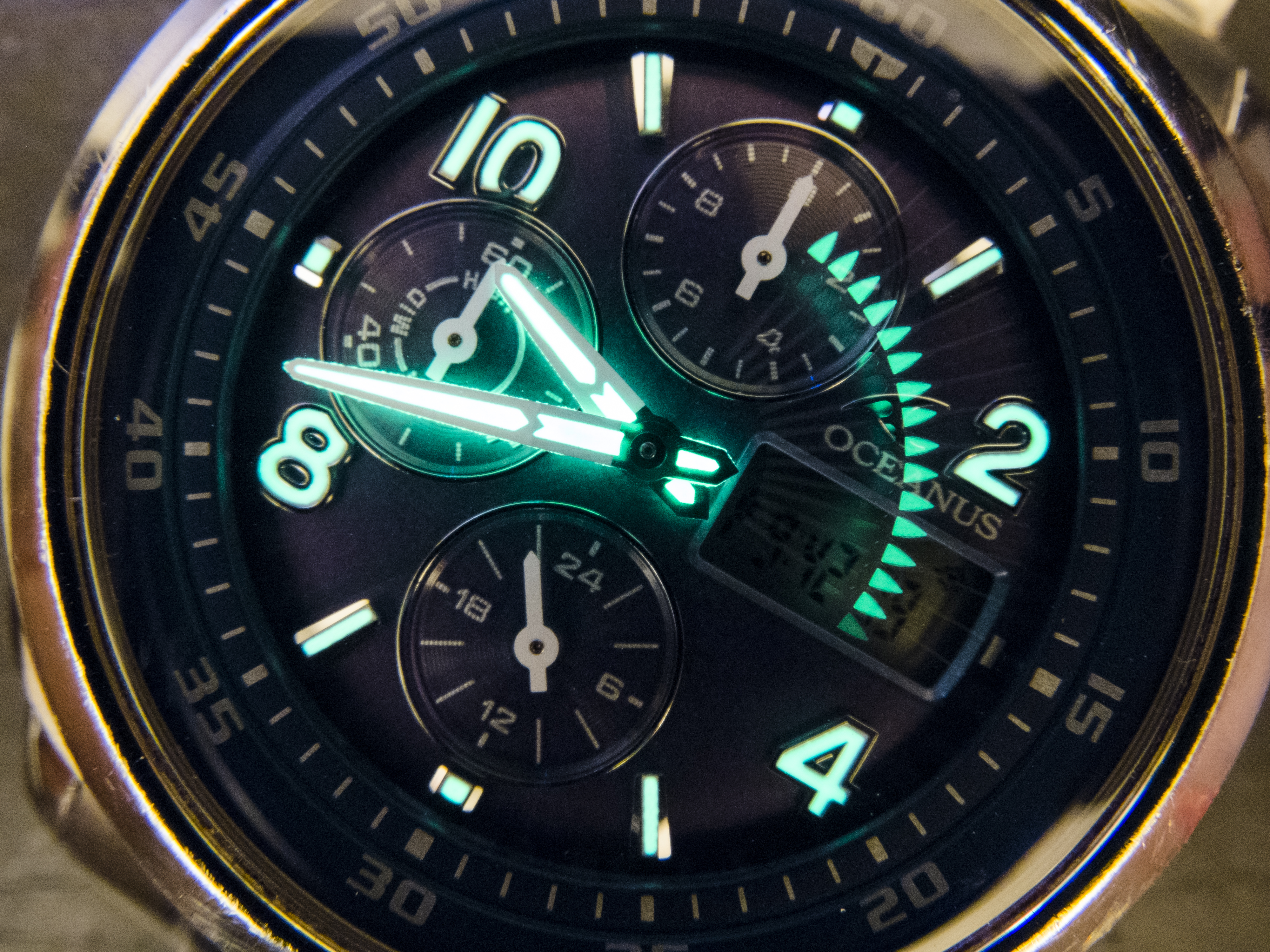
腕時計 OCEANUS
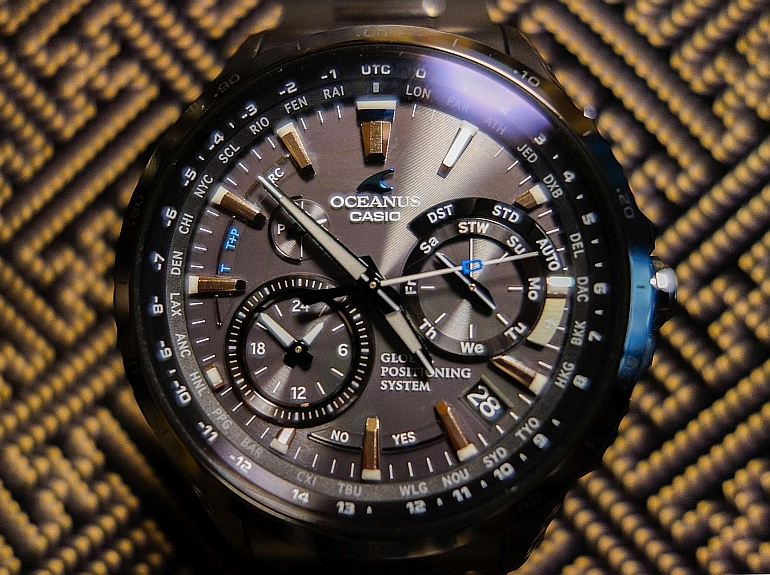
腕時計 OCEANUS OCW-G1000B-1AJF
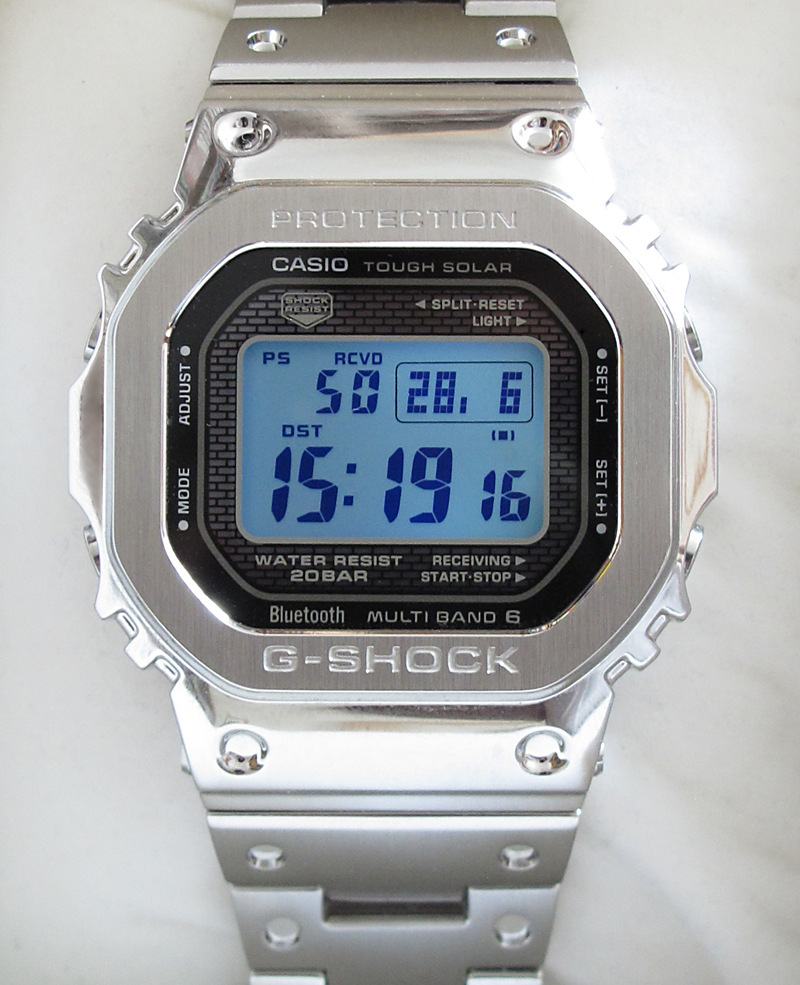
腕時計 G-SHOCK GMW-B5000D
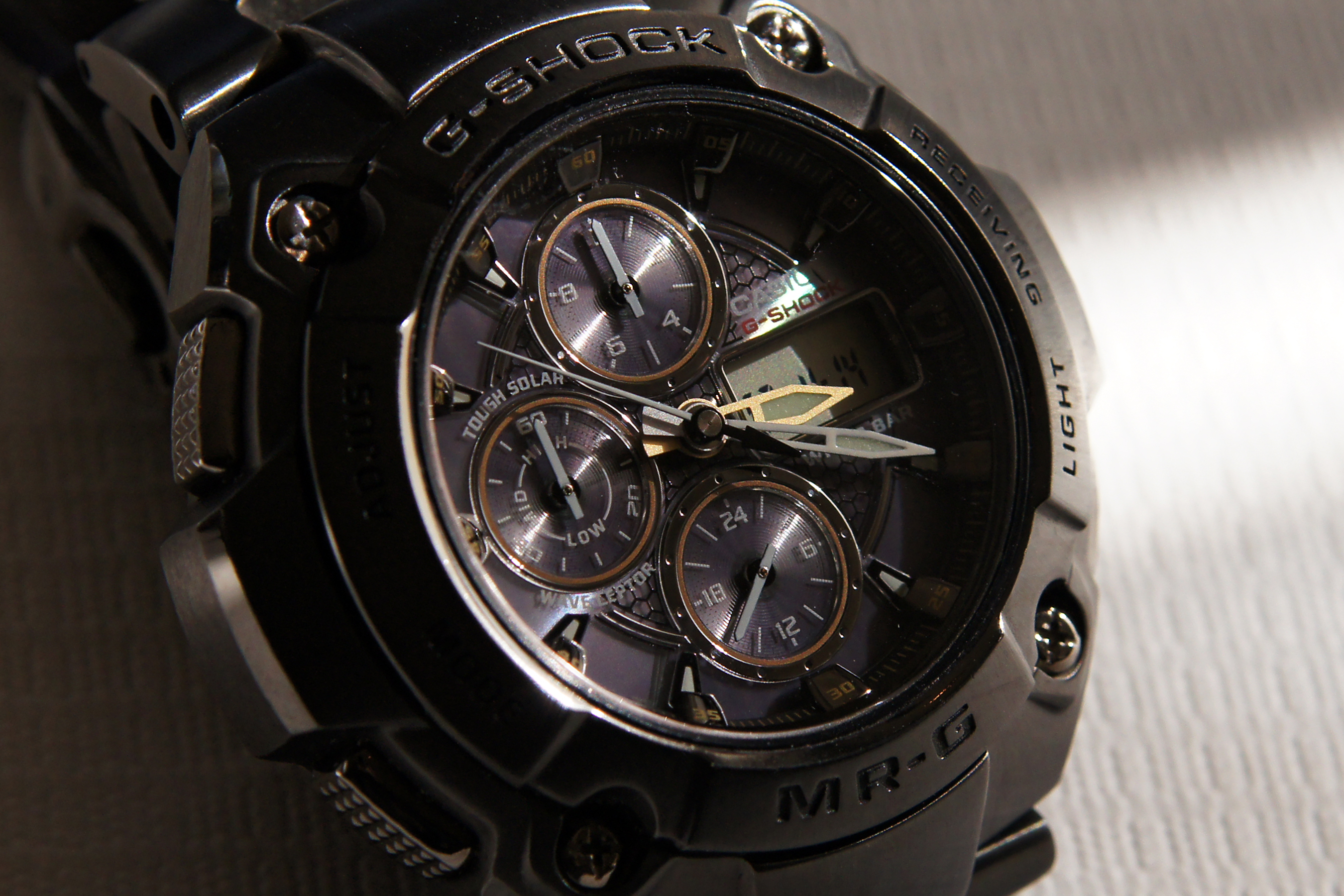
腕時計 G-SHOCK MR-G MRG-7100BJ-1AJF
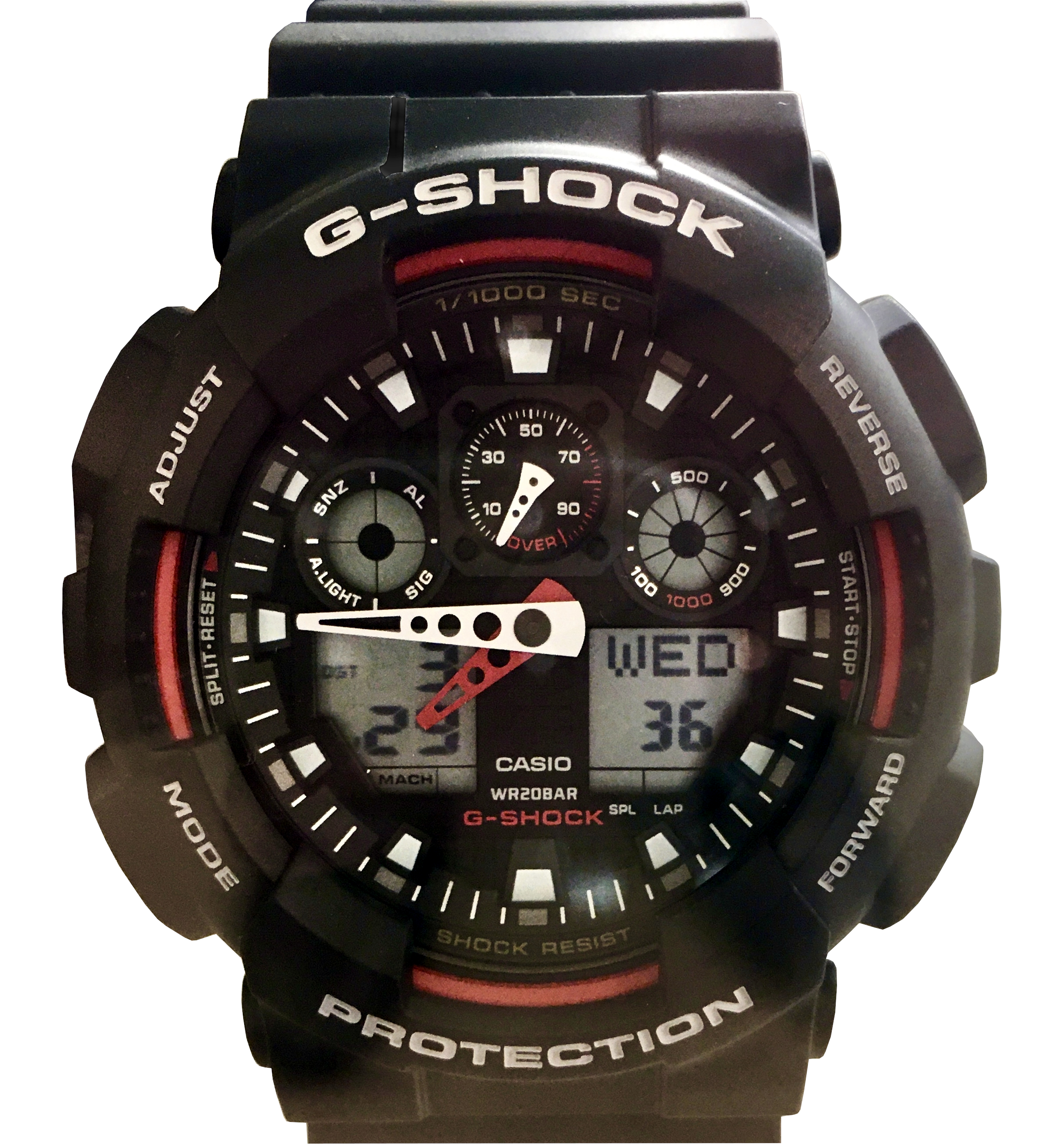
腕時計 G-SHOCK GA-100
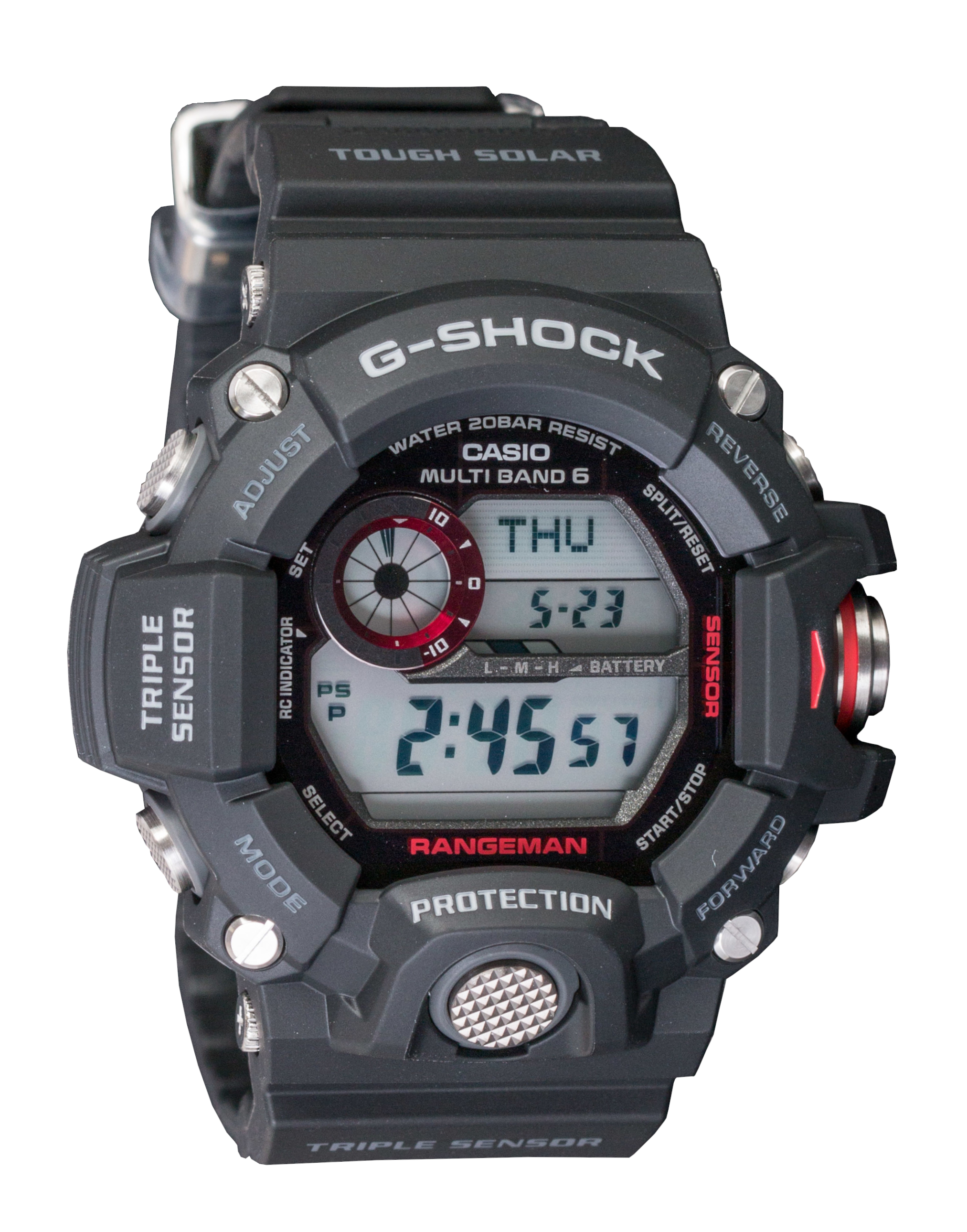
腕時計 G-SHOCK GW-9400-1ER
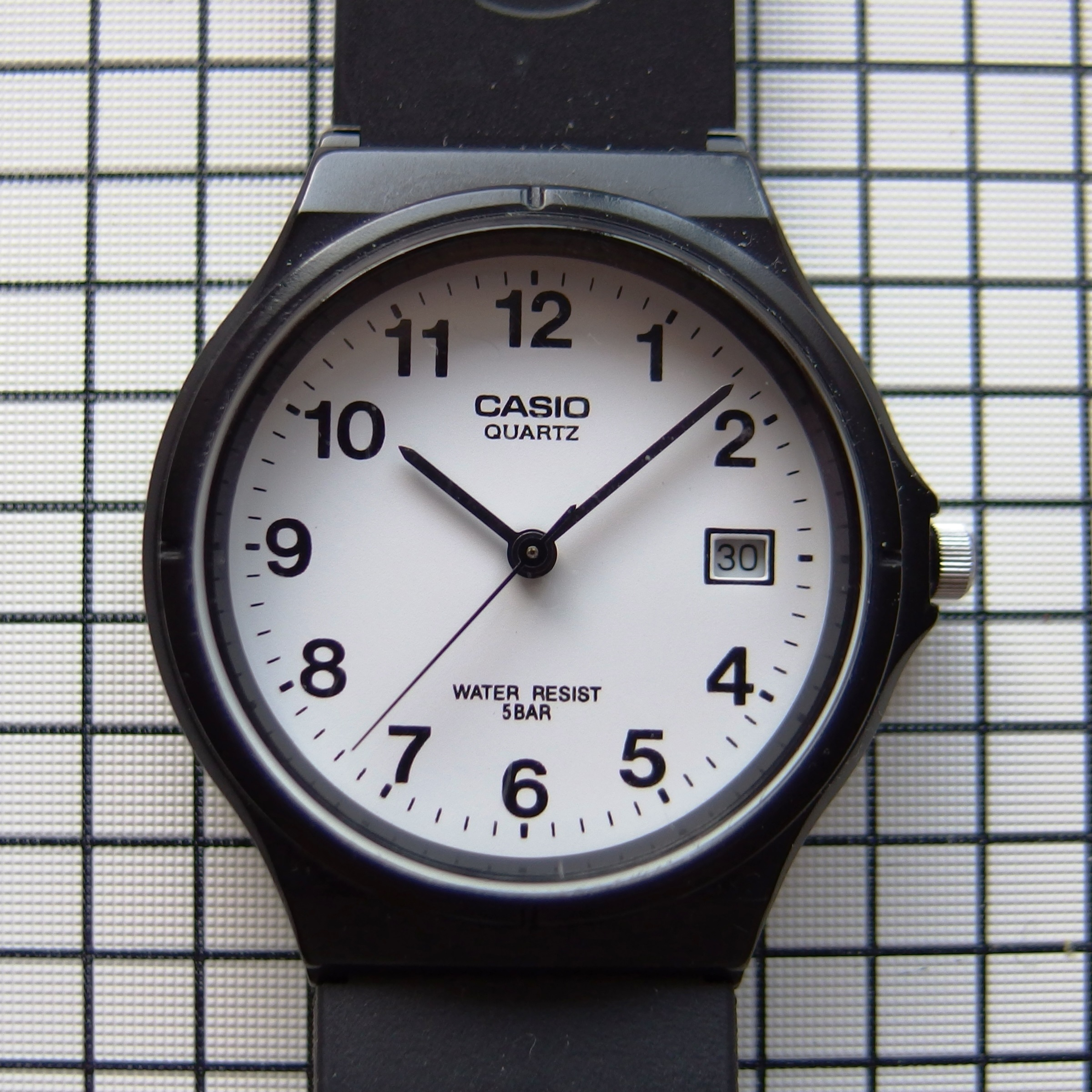
腕時計 MW-59
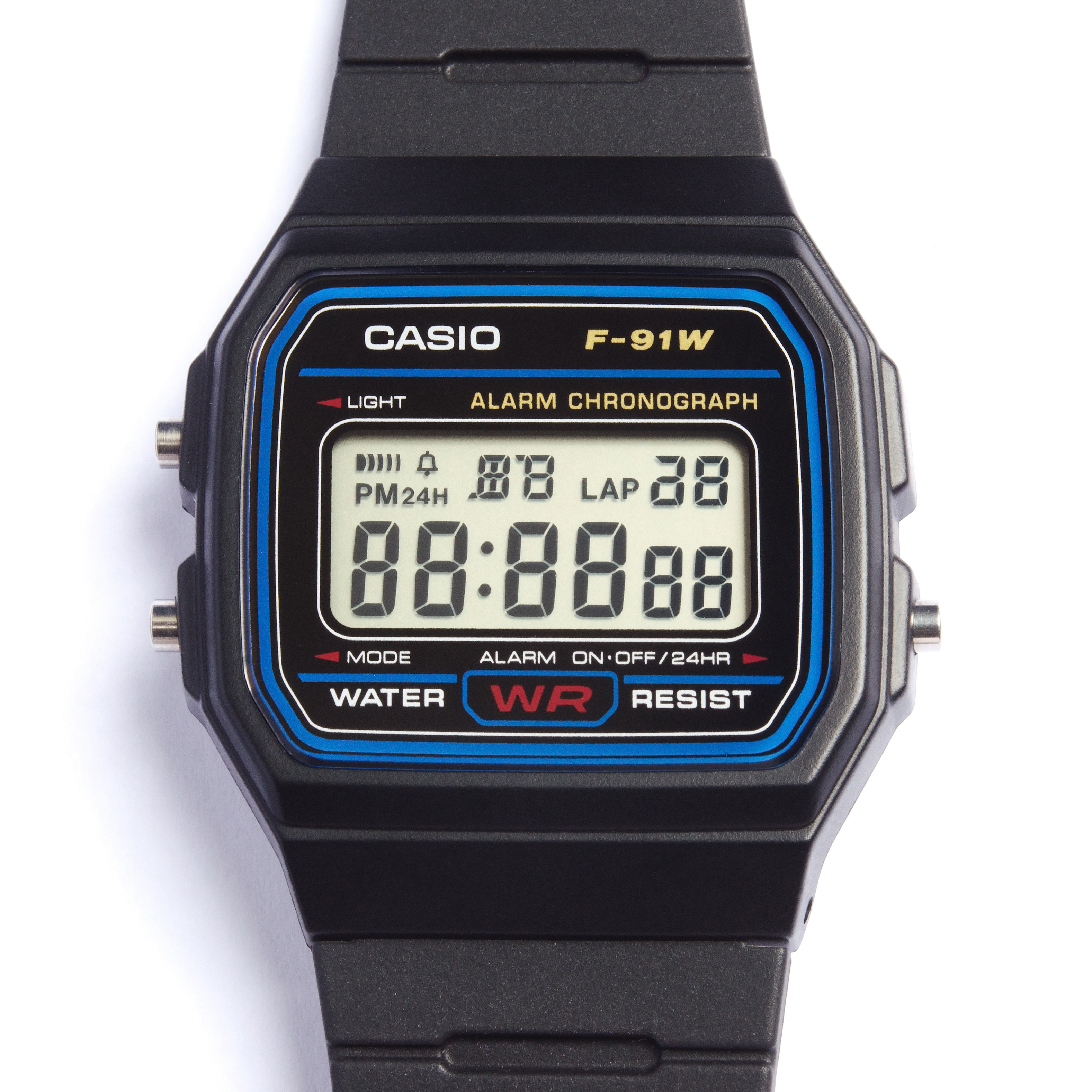
腕時計 Casio F91W
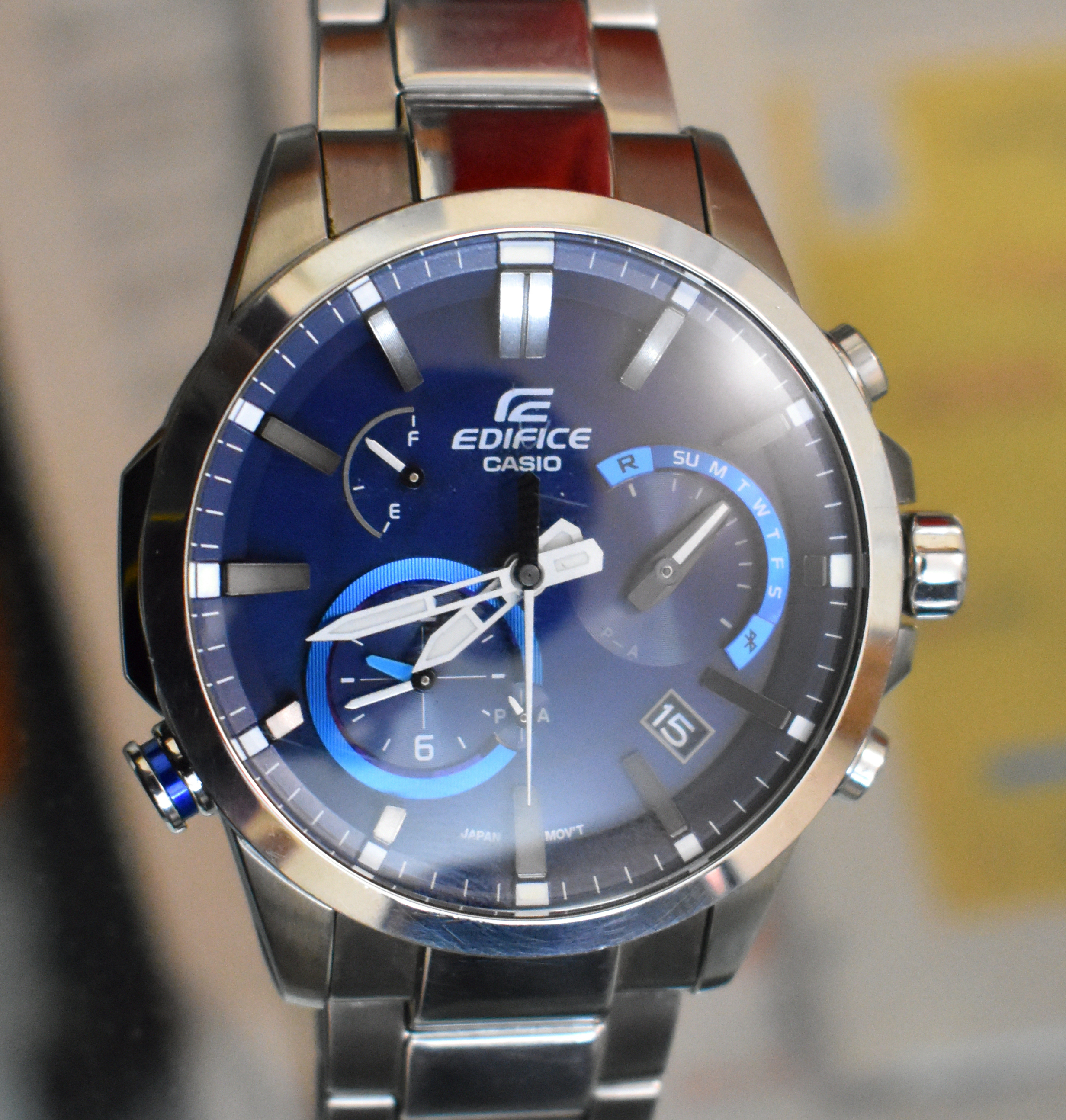
腕時計 EDIFICE
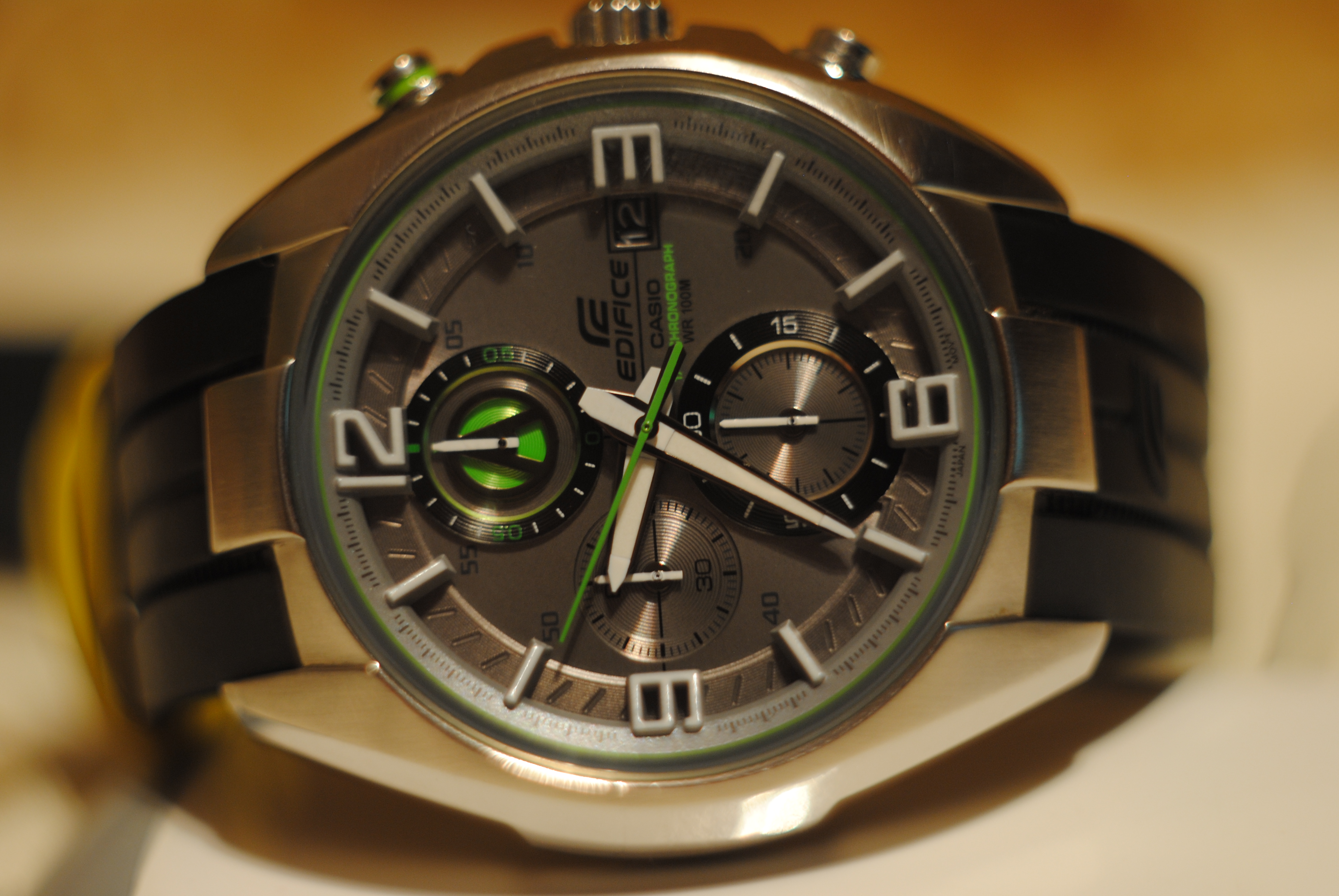
腕時計 EDIFICE EFR-529
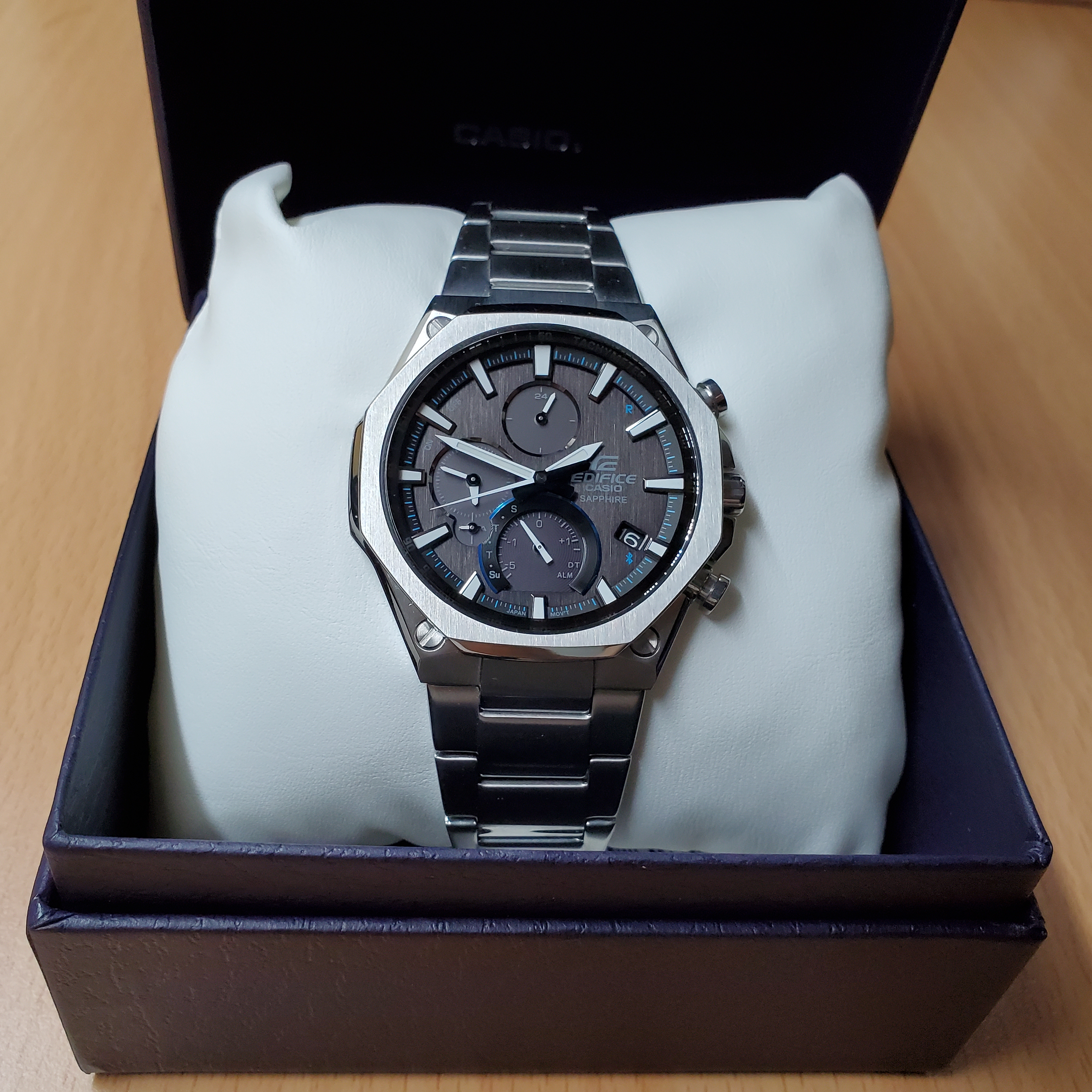
腕時計 EDIFICE EQB-1100D-1A
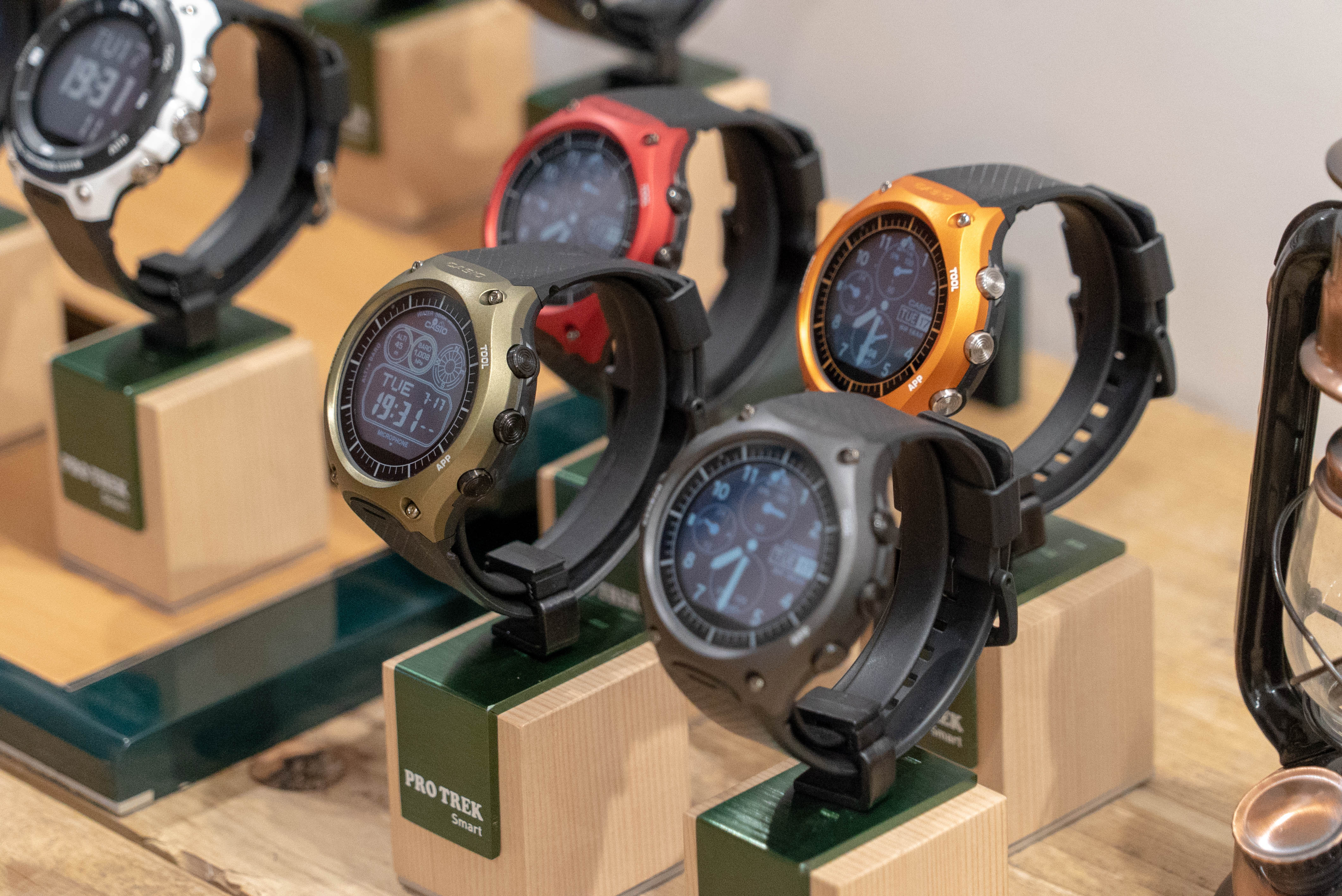
腕時計 PRO TREK

## 提供番組

### 現在
- カシオワールドオープンゴルフトーナメント（TBS・南日本放送→テレビ高知制作、冠スポンサー）
- 情報7days ニュースキャスター→新・情報7days ニュースキャスター（TBS）2009年4月4日〜、「スーパーサッカーJ-SPORTS+」より提供枠を移動。

※番組休止時にも一部の番組を除き提供している。
- G-SHOCK presents THE MOMENT（TOKYO FM、一社提供）[17]

### 過去
日本テレビ系列
- 全日本歌謡選手権（よみうりテレビ・日本テレビ）1973年1月 - 9月。
- マジカル頭脳パワー!!（土曜20時台）
- スーパースペシャル（同上）
- とんねるずの生でダラダラいかせて!!
- 劇空間プロ野球（同上）
- FIFAクラブワールドカップ

テレビ朝日系
- SLAM DUNK - 1994年10月以降。
- ニュースステーション→報道ステーション[注 2] 〜2009年3月31日まで。
- やべっちFC〜日本サッカー応援宣言〜 - 2009年6月頃。それ以降も不定期で提供されることがある。

TBS系列
- アニメサタデー630・第1部(MBS制作)(2017年4月〜2019年6月)※ヒッチハイク
- 情熱大陸(MBS制作)(2017年4月〜2022年3月)※ヒッチハイク
- スーパーサッカー - 〜2009年3月まで。2009年4月より情報7days ニュースキャスターへ枠移動。
- ひみつの嵐ちゃん! - 2009年2月 - 9月まで
- うたばん - 2009年10月 - 2010年3月
- ザ・ミュージックアワー - 2010年4月 - 9月
- さんまのSUPERからくりTV - 2010年10月 - 2014年9月
- 不思議探求バラエティー ザ・世界ワンダーX - 2014年10月 - 2015年3月
- この差って何ですか?
- あさチャン！7時台前半ナショナルセールス枠・隔日。

テレビ東京系列
- 木曜洋画劇場
- 愛の貧乏脱出大作戦

フジテレビ系
- ちびまる子ちゃん

JFN系
- RIP SLYME SHOCK THE RADIO powered by G-SHOCK（TOKYO FM、一社提供）

ほか
2015年現在は、スポットCM中心。上記の番組以外でも提供されることがある。

## その他
- 1965年（昭和40年）9月、それまでのリレー式から、電子式に革新を図った電卓「001」を発売した。これは、前年のシャープによる電卓の発表・発売に追随して一部の技術者が基礎研究として試作していたものを基に、急遽製品化したものであるが、これには次のようなエピソードがある。実は同年の初頭頃は、まだ九九を回路化した高速乗算機能を持つ「リレー式として究極の」機種「81型」の発売を予定していた。しかし、同機が完成した同年4月の代理店向け発表会において、乗算こそ高速なものの除算ではやかましい音をたてて秒単位の時間がかかる同機は、電子式を既に前年に目にしているその場の代理店の者たちに「これはもう時代遅れだ」と思わせるに十分であった。新機種を一顧だにしない出席者に対応すべく、急遽本来の発表会の予定には全くなかった試作機を持ってこさせてデモを行い、電子式計算機・電卓を発売する予定とした。翌日にリレー式の開発の終息が通知され、計算機部門の総力で電子式に取り組むこととなり「81型」は「幻の新機種」となった。なお「81型」はその後廃棄処分されたため、カシオ社内にも現存しない[18]。

- 2011年3月25日、上司のパワーハラスメントを告発して雇い止めをされた派遣社員との解雇差し止めを巡る裁判で和解が成立した[19]。

- 2012年5月15日に死去した前会長・樫尾俊雄の2012年3月期の役員報酬は13億3300万円であった[20]（うち退職慰労金が13億1900万円）。この金額は、当時上場企業の役員報酬の個別開示が義務付けられた2010年3月期以降で過去最高額であった[21]。なお樫尾俊雄の死去の翌年の2013年5月、東京・成城学園前駅近くの自宅を改装し「樫尾俊雄発明記念館」として自身が手がけたカシオ製品を展示している。

- 一部のカシオ製電卓では、隠しコマンドで数字の1・3・7・9とACの5つのキーを同時押しすると、液晶画面に『CASIO』と表示されるようになっている[22]。オートパワーオフの直前に1秒ほど表示する機種もある。

- 『スタンダード』と呼ばれる廉価版の腕時計を多数販売しているが、特にデジタル腕時計は安価ながら高い機能性とデザイン性で『チープカシオ』と呼ばれコレクターも存在する[23][24]。スタンダードのモデルには自社製ムーブメントでなく、競合するシチズン時計傘下のシチズンファインデバイスが社外供給している、廉価なクォーツキャリバー「ミヨタ2035」を購入して搭載している。

- 1983年に発売された薄型カード電卓「SL-800」が、国立科学博物館が主催する2013年度重要科学技術史資料(愛称:未来技術遺産)に登録された。同製品はニューヨーク近代美術館、MoMAにも収蔵されている。